# Elecciones generales de Italia de 2022
Las elecciones generales de Italia de 2022 se celebraron el domingo 25 de septiembre de 2022. Tras la caída del gobierno Draghi, que provocó un bloqueo parlamentario, el presidente Sergio Mattarella disolvió el Parlamento el 21 de julio y convocó a nuevas elecciones. Se celebraron en conjunto con las elecciones regionales de Sicilia. Los resultados de las elecciones generales mostraron que la coalición de centroderecha liderada por Hermanos de Italia (FdI) de Giorgia Meloni, un partido político de derecha con raíces neofascistas, ganó una mayoría absoluta de escaños en el Parlamento italiano. Meloni fue nombrada primera ministra de Italia el 22 de octubre, convirtiéndose en la primera mujer en ocupar el cargo.
En una participación electoral históricamente baja, el partido de Meloni se convirtió en el más grande en el Parlamento con el 26% de los votos; según el acuerdo preelectoral entre los partidos de la coalición de centroderecha, se convirtió en la candidata a primera ministra apoyada por la coalición ganadora. La Liga y Forza Italia (FI) sufrieron pérdidas, con un 8% cada una, y Nosotros Moderados quedaron por debajo del 1%. La coalición de centroizquierda mejoró ligeramente sus resultados de 2018 en términos de participación en los votos y porcentaje de escaños: el Partido Democrático (PD) obtuvo el 19% y la Alianza Verdes e Izquierda (AVS) superaron el umbral del 3%; Más Europa (+E) y Compromiso Cívico (IC) no lograron alcanzar el umbral electoral. El Movimiento 5 Estrellas (M5S) desafió las encuestas que le pronosticaban un solo dígito antes de la campaña y alcanzó el 15%. La alianza Acción - Italia Viva obtuvo el 7%. Entre los demás partidos con representación en el Parlamento se encontraban dos regionalistas: Sur llama Norte (ScN) y el Partido Popular Sudtirolés (SVP). Gracias al Rosatellum y a su sistema electoral mixto con voto paralelo, la coalición de centroderecha logró ganar una mayoría absoluta de escaños, a pesar de recibir el 44% de los votos, al ganar el 83% de las circunscripciones uninominales bajo el sistema de mayoría simple.
Como resultado del referéndum constitucional de Italia de 2020, el tamaño del Parlamento se redujo a 400 diputados y 200 senadores para ser elegidos, en comparación con 630 y 315, respectivamente. Además, la edad mínima para votar en el Senado fue la misma que para la Cámara (18 años y ya no 25), lo que marcó la primera vez que las dos cámaras tuvieron electorados idénticos.
Los observadores comentaron que los resultados cambiaron la geopolítica de la Unión Europea, tras los avances de los populistas de derecha y de la extrema derecha en Francia, España y Suecia. También se señaló que el resultado de las elecciones marcaría el gobierno más derechista del país desde 1945. La legislatura recién elegida se instaló el 13 de octubre y procedió a elegir a Ignazio La Russa, un conocido admirador de Benito Mussolini, y a Lorenzo Fontana, un fuerte oponente a los derechos LGBT, como Presidente del Senado y de la Cámara de Diputados, respectivamente. El Gobierno Meloni prestó juramento el 22 de octubre, y recibió la aprobación parlamentaria a través de dos votos de confianza (uno en cada cámara del Parlamento) unos días después.

## Antecedentes
En las elecciones generales italianas de 2018, celebradas el 4 de marzo, ningún grupo o partido político obtuvo una mayoría absoluta, lo que dio lugar a un parlamento colgado. La coalición de centroderecha, en la que la Liga de Matteo Salvini emergió como la principal fuerza política, ganó una pluralidad de escaños en la Cámara de Diputados y en el Senado, mientras que el antisistema Movimiento 5 Estrellas (M5S), liderado por Luigi Di Maio, se convirtió en el partido con el mayor número de votos. La coalición de centroizquierda, liderada por Matteo Renzi del gobernante Partido Democrático (PD), quedó en tercer lugar. Debido a los malos resultados del PD y el centroizquierda, Renzi dimitió el 12 de marzo y su lugar fue ocupado interinamente por Maurizio Martina.
La Liga Norte continuó el giro nacionalista italiano que adoptó en las elecciones generales de 2018. En octubre de 2018, se fundó la Liga como partido hermano para promover la candidatura de Salvini como primer ministro de Italia. Los comentaristas políticos lo han descrito desde entonces como un partido paralelo a la Liga Norte, con el objetivo de reemplazar políticamente a este último, que estaba agobiado por una deuda estatutaria de 49 millones de euros. Los estatutos de la Liga la presentaban como un partido nacionalista y soberanista. El 22 de enero de 2020, cuatro días antes de las elecciones regionales, Di Maio dimitió como líder del M5S y fue sustituido interinamente por Vito Crimi.
Como resultado de un parlamento colgado, se necesitaron negociaciones prolongadas antes de poder formar un nuevo gobierno. Las conversaciones entre el M5S y la Liga dieron como resultado la propuesta de un autodeclarado Gobierno del Cambio bajo el liderazgo de Giuseppe Conte, profesor universitario de Derecho cercano al M5S. Después de algunos enfrentamientos con el presidente Sergio Mattarella, el gobierno Conte, que fue calificado por los medios como el "primer gobierno totalmente populista" en Europa Occidental, prestó juramento el 1 de junio.
Las elecciones al Parlamento Europeo de 2019 dieron una victoria para la Liga, que obtuvo el 34 por ciento de los votos y 20 escaños, más que cualquier otro partido en el país. En agosto de 2019, el vice primer ministro Matteo Salvini anunció una moción de censura contra Conte tras las crecientes tensiones dentro de la mayoría. Muchos analistas políticos creen que la moción de censura fue un intento de forzar elecciones anticipadas para mejorar la posición de la Liga en el Parlamento italiano, asegurando que Salvini pudiera convertirse en el próximo primer ministro. El 20 de agosto, tras el debate parlamentario en el que acusó a Salvini de ser un oportunista político que "había desencadenado la crisis política solo para servir a su interés personal", el primer ministro Conte renunció a su cargo ante el presidente Mattarella. Mientras tanto, el M5S inició un declive tanto en las encuestas de opinión, diputados y senadores, como en los resultados electorales, comenzando con las elecciones al Parlamento Europeo de 2019. Tras los magros resultados, Di Maio obtuvo un voto de confianza en su liderazgo y se comprometió a reformar el partido. En las elecciones generales celebradas en marzo de 2018, el M5S había ganado 227 diputados y 112 senadores; en febrero de 2022, el partido había disminuido a 157 diputados y 62 senadores, aunque seguía siendo el mayor partido en el Parlamento.
El 21 de agosto el presidente Mattarella inició las consultas con todos los grupos parlamentarios. Ese mismo día, la dirección nacional del PD abrió oficialmente la puerta a un gobierno con el M5S, basado en el europeísmo, la economía verde, el desarrollo sostenible, la lucha contra la desigualdad económica y una nueva política de inmigración. Como las conversaciones no arrojaron un resultado claro, el presidente Mattarella anunció una segunda ronda de consultas para el 27 o 28 de agosto. En los días que precedieron a la segunda vuelta, comenzó un enfrentamiento entre el PD y el M5S, mientras el grupo parlamentario de izquierda LeU anunciaba su apoyo a un posible gobierno M5S-PD. El 28 de agosto, el recién elegido secretario del PD, Nicola Zingaretti, anunció en el Palacio del Quirinal su posición favorable a la formación de un nuevo gobierno con el M5S, con Conte a la cabeza. Ese mismo día, Mattarella convocó a Conte al Palacio del Quirinal para el 29 de agosto para encomendarle la tarea de formar un nuevo gobierno. El 3 de septiembre, los miembros del M5S votaron en la plataforma Rousseau a favor de un acuerdo con el PD bajo la presidencia de Conte, con más del 79% de los votos de casi 80.000 votantes. El 4 de septiembre, Conte anunció los ministros de su nuevo gobierno, que juró su cargo en el Palacio del Quirinal al día siguiente. El 18 de septiembre, Renzi abandonó el PD para fundar el partido liberal Italia Viva (IV); luego se unió al gobierno con IV para mantener a la Liga y a Salvini fuera del poder.
En octubre de 2019, el Parlamento aprobó la Reforma Fraccaro, que lleva el nombre de Riccardo Fraccaro, el diputado del M5S que fue el primer firmante del proyecto de ley. La cuarta y última votación en la Cámara de Diputados se realizó el 8 de octubre de 2019, con 553 votos a favor y 14 en contra. En la votación final, el proyecto de ley fue apoyado tanto por la mayoría como por la oposición; sólo el partido liberal Más Europa (+E) y otros pequeños grupos votaron en contra. La reforma preveía un recorte en el número de diputados, que pasaría de 630 a 400, y de senadores, de 315 a 200. Los días 20 y 21 de septiembre de 2020, los italianos aprobaron ampliamente la reforma con casi el 70% de los votos a través de un referéndum constitucional.
En enero de 2020, Italia se convirtió en uno de los países más afectados por la pandemia de COVID-19. El gobierno de Conte fue el primero en el mundo occidental en implementar una cuarentena para detener la propagación de la enfermedad. A pesar de haber sido ampliamente aprobado por la opinión pública, el confinamiento también fue descrito como la mayor supresión de derechos constitucionales en la historia de la República Italiana. En enero de 2021, el partido de Renzi, Italia Viva, retiró su apoyo al gobierno de Conte, iniciando una crisis de gobierno. Aunque Conte logró ganar votos de confianza en el Parlamento en los días siguientes, optó por dimitir al no alcanzar la mayoría absoluta en el Senado. Tras el fracaso de las negociaciones para formar un tercer gobierno Conte, Mario Draghi, expresidente del Banco Central Europeo, se convirtió en primer ministro el 13 de febrero al frente de un gobierno de unidad nacional compuesto por tecnócratas independientes y políticos de la Liga, M5S, PD, FI, IV y LeU. Hermanos de Italia (FdI) de Giorgia Meloni fue el único partido principal en la oposición.
En marzo de 2021, el secretario del PD, Zingaretti, dimitió tras las crecientes tensiones dentro del PD, y la minoría del partido lo acusó de la gestión de la crisis gubernamental. Muchos miembros destacados del partido pidieron al ex primer ministro Enrico Letta que fuera el nuevo líder; el 14 de marzo, fue elegido nuevo secretario por la asamblea nacional del PD. En agosto de 2021, Conte fue elegido presidente del M5S. En febrero de 2022, un tribunal de Nápoles falló a favor de tres activistas del M5S, suspendiendo la presidencia de Conte. El 19 de febrero, Conte apeló la decisión del tribunal, alegando que no conocía el estatuto del partido de 2018, que preveía la exclusión del voto de quienes se hubieran afiliado al M5S hacía menos de seis meses, y que el procedimiento de votación era válido.
En las elecciones presidenciales de Italia celebradas a finales de enero de 2022, el presidente Mattarella fue reelegido, a pesar de haber descartado un segundo mandato, después de que los partidos gobernantes se lo pidieran al no haber otro candidato viable.
La invasión rusa a Ucrania de 2022 causó una conmoción en todo el espectro político italiano: el primer ministro Draghi prometió inmediatamente su apoyo a Ucrania y rápidamente se le unieron el Partido Democrático y Hermanos de Italia (que abandonó sus opiniones prorrusas y adoptó una línea atlantista): el 18 de marzo, la Cámara de Diputados aprobó por abrumadora mayoría el envío de ayuda militar a Ucrania, seguida por el Senado el 31 de marzo de 2022. A pesar de haber votado a favor de la ayuda militar, el Movimiento 5 Estrellas, la Liga y Forza Italia se volvieron cada vez más críticos respecto del apoyo a Ucrania, lo que provocó tensiones en la mayoría.

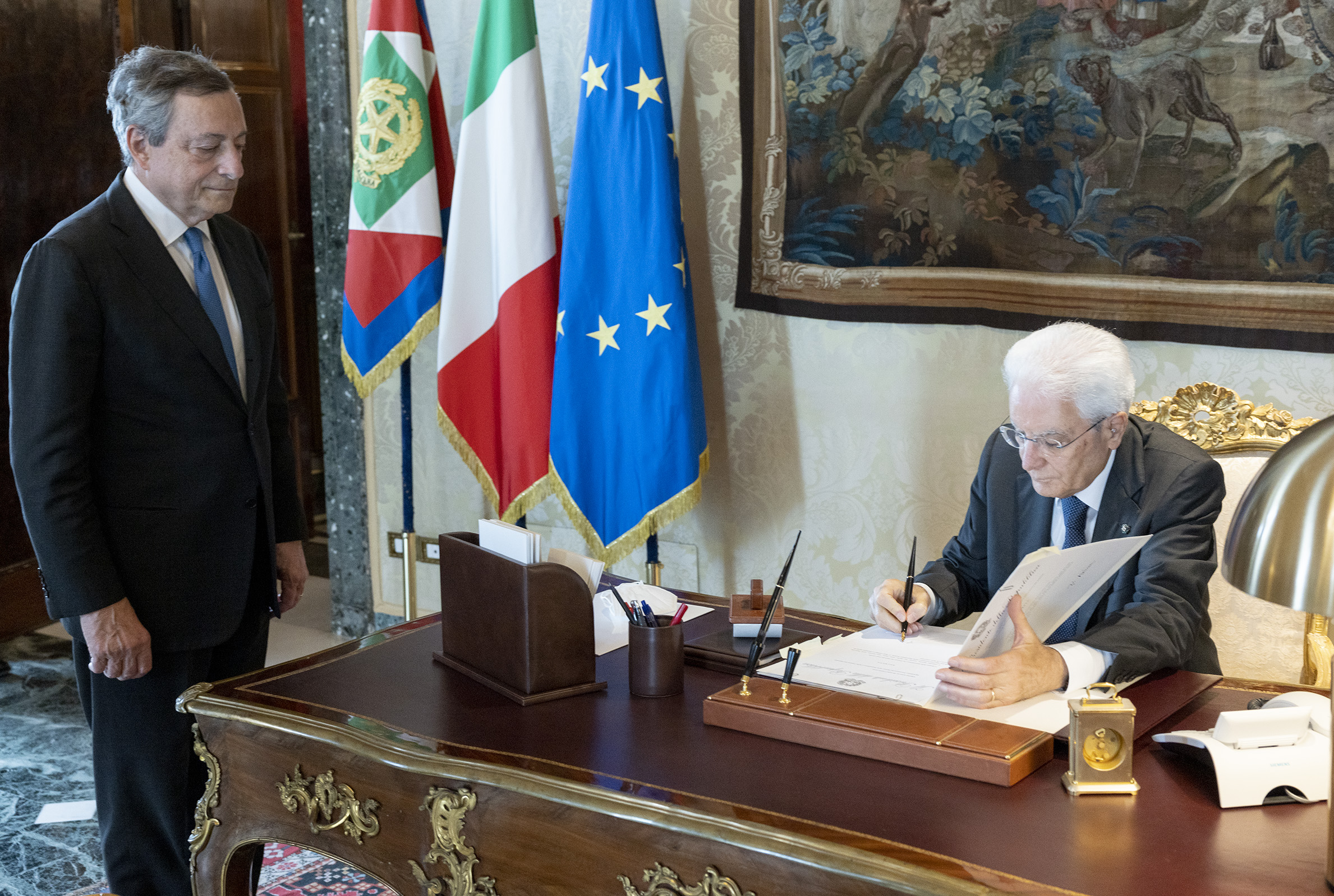
El presidente Mattarella disolvió el parlamento tras la dimisión de Draghi.

Durante el verano de 2022, surgieron rumores de que el M5S podría retirar su apoyo al gobierno de unidad nacional, incluidas acusaciones de que Draghi criticó en privado a Conte y le pidió al fundador del M5S, Beppe Grillo, que lo reemplazara. Esto se produjo en medio de tensiones entre el M5S y el gobierno de Draghi sobre cuestiones económicas y medioambientales, y la guerra ruso-ucraniana, que también provocó una división dentro del M5S. En junio de 2022, Di Maio formó Juntos por el Futuro (IpF), que continuó apoyando al gobierno de Draghi.
El 12 de julio, Draghi declaró que dimitiría si el M5S retiraba su apoyo al gobierno. El 14 de julio, el M5S finalmente revocó su apoyo al gobierno de unidad nacional acusando un decreto sobre estímulo económico para contrarrestar la crisis energética de 2021. Ese mismo día, Draghi dimitió; su dimisión fue rechazada por Mattarella. El 21 de julio, Draghi dimitió de nuevo después de que una nueva moción de confianza en el Senado no lograse aprobarse con mayoría absoluta, tras las deserciones del M5S, la Liga y FI. Mattarella aceptó la dimisión de Draghi y le pidió que permaneciera en su cargo para ocuparse de los asuntos de actualidad. Al día siguiente, Mattarella disolvió oficialmente el parlamento y se convocaron elecciones anticipadas para el 25 de septiembre de 2022.

## Campaña
Tras la disolución del Parlamento, comenzó oficialmente la campaña electoral. Dentro de la coalición de centroizquierda, el secretario del Partido Democrático (PD), Enrico Letta, descartó una alianza con el Movimiento 5 Estrellas (M5S) de Giuseppe Conte, que siempre había defendido en los meses anteriores. Letta dijo que la crisis gubernamental provocó una "ruptura irreversible" entre los dos partidos. Conte acusó a Letta de ser "arrogante e hipócrita", y a la Liga (Lega) y Forza Italia (FI) de "haber intimidado" al M5S "delante de la nación", y agregó que el M5S se presentaría solo en estas elecciones. Conte y el M5S se declararon parte del polo progresista y a la izquierda del PD; su campaña se centró en el salario mínimo y en la defensa del "ingreso ciudadano" frente a las críticas de la derecha. Letta criticó al M5S por su gobierno anterior con la Liga y sus medidas antiinmigración. El PD se postuló a favor de un impuesto a la riqueza, un salario mínimo, apoyo a los derechos civiles como el matrimonio igualitario, una ley que protegiera contra la discriminación por orientación sexual (DDL Zan), una reforma del ius scholae para permitir que los hijos de inmigrantes que viven y estudian en Italia soliciten la ciudadanía, la legalización del cannabis, la defensa de la Constitución de Italia como un documento antifascista y el mal menor como la única coalición que podría derrotar a la derecha, en gran parte debido a la ley electoral, que Letta definió como la peor jamás hecha.
El 26 de julio, Izquierda Italiana (IS) y Europa Verde (EV) lanzaron oficialmente su lista conjunta para las próximas elecciones dentro de la coalición de centroizquierda, llamada Alianza Verdes e Izquierda (AVS). Después de unos días, Angelo Bonelli fue nombrado líder político de la alianza con una plataforma ecosocialista. A su izquierda, Poder al Pueblo (PaP), el Partido de la Refundación Comunista (PRC) y otros partidos menores de izquierda y regionalistas formaron la coalición Unión Popular (UP), liderada por Luigi de Magistris, exmagistrado y alcalde de Nápoles, con una plataforma antineoliberal. El 27 de julio, Letta anunció que Artículo Uno (Art.1), el Partido Socialista Italiano (PSI) y Democracia Solidaria (DemoS) se presentarían en la lista del PD, mientras que Carlo Calenda, líder de Acción (A), reveló que Mariastella Gelmini y Mara Carfagna se habían unido a su partido y se presentarían a las próximas elecciones.. Gelmini y Carfagna eran ministras y miembros de larga data de FI, que abandonaron el partido de Silvio Berlusconi después de la caída del gobierno Draghi.
El 28 de julio, la coalición de centroderecha formada por Lega, FI, Hermanos de Italia (FdI), Unión de Centro (UdC), Coraggio Italia (CI) y Nosotros con Italia (NcI) llegó a un acuerdo sobre el reparto de las circunscripciones uninominales entre los aliados y acordó también el candidato a primer ministro, que sería propuesto por el partido que obtuviera más votos. Hicieron campaña sobre el impuesto plano (flat tax), reformas constitucionales como el presidencialismo, recortes a la asistencia social y la reforma del ingreso ciudadano, aunque los tres partidos y líderes principales tenían sus diferencias, y su manifiesto carecía de detalles. Gracias a su buen resultado en las encuestas de opinión, FdI de Giorgia Meloni obtuvo 98 candidaturas, la Lega 70, FI-UdC 42 y NcI-CI 11. Meloni llevó a cabo una campaña en torno al lema "Dios, patria y familia", minimizó las raíces postfascistas del FdI y trató de promover su partido como un partido conservador convencional.
El 29 de julio, la campaña estuvo marcada por el asesinato de Alika Ogorchukwu, un migrante nigeriano que fue asesinado con las manos desnudas y con muletas por un hombre italiano en una calle de Civitanova Marche. El asesino, un italiano de 32 años, dijo que actuó porque Ogorchukwu le había pedido insistentemente. El asesinato fue filmado por transeúntes y apareció en la portada de los periódicos italianos el 29 de julio. La clase política expresó su indignación tras el asesinato, y la izquierda y la derecha se acusaron mutuamente: los partidos progresistas y varios comentaristas acusaron a la derecha de difundir propaganda racista, mientras que los partidos de derecha acusaron a la izquierda de apropiarse del asesinato.

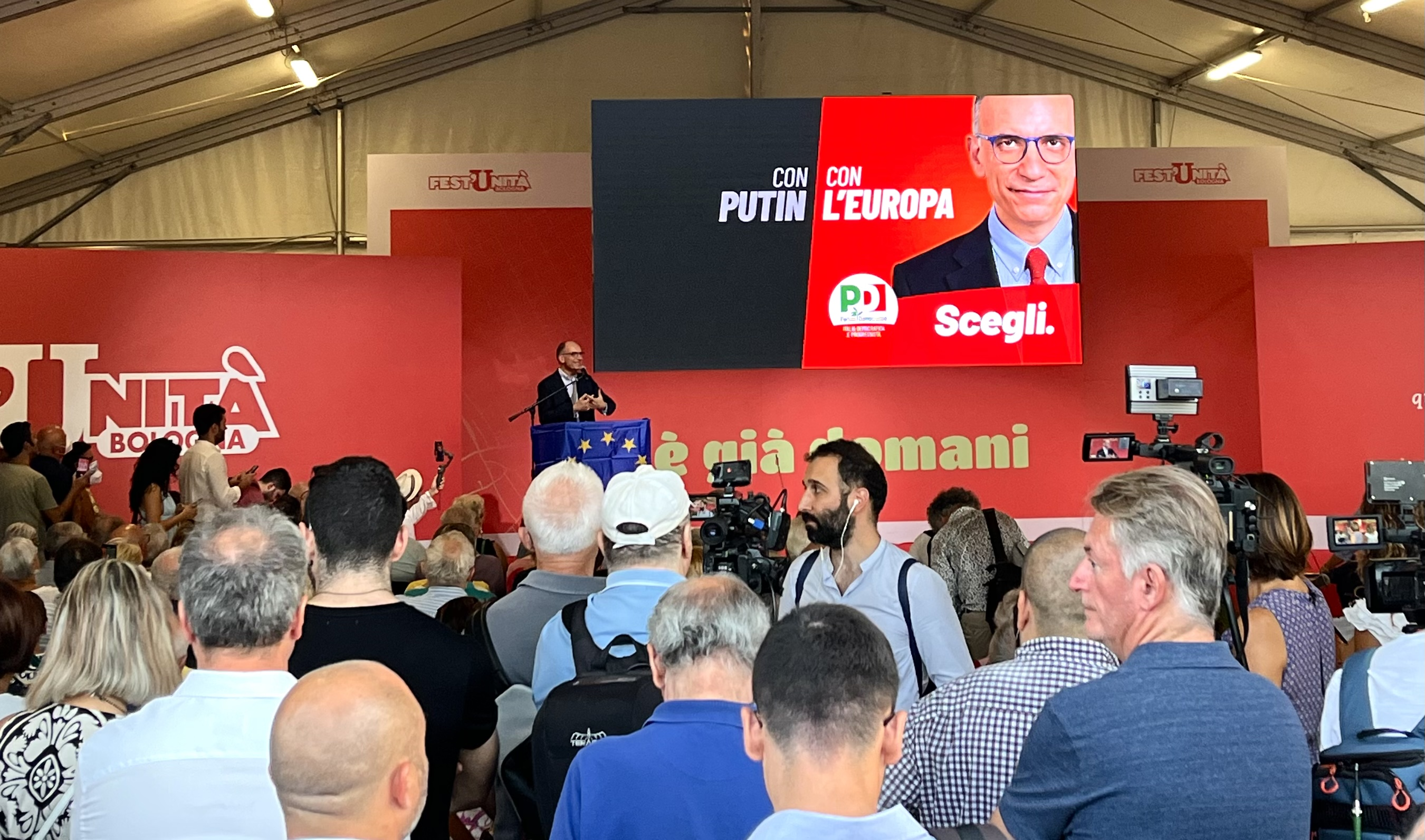
Enrico Letta inaugura la campaña en la Festa de l'Unità de Bolonia

El 1 de agosto, Luigi Di Maio y Bruno Tabacci presentaron su nuevo partido, Compromiso Cívico (IC), una lista electoral centrista compuesta principalmente por exmiembros del M5S, que sería parte de la coalición de centroizquierda. Además, el Partido Comunista (PC) de Marco Rizzo, la Acción Civil (AC) de Antonio Ingroia y otros partidos populistas menores y euroescépticos duros lanzaron Italia Soberana y Popular (ISP), apodada por los medios como una alianza rojiparda entre movimientos de izquierda y derecha. Ese mismo día, Italexit de Gianluigi Paragone y Alternativa de Pino Cabras anunciaron oficialmente la formación de una lista conjunta euroescéptica, proponiendo las candidaturas de varios activistas antivacunas y anticonfinamiento. Cuatro días después, Alternativa disolvió la alianza debido a acusaciones sobre la presencia de candidatos neofascistas dentro de las listas de Italexit, tras un acuerdo entre el partido de Paragone y CasaPound (CP).
El 2 de agosto, el PD de Letta firmó una alianza con el partido Acción de Calenda y con Más Europa (+E) de Benedetto Della Vedova. El 6 de agosto, el PD firmó otro pacto con AVS e IC. Estas alianzas provocaron tensiones entre Letta y Calenda. Este último, firme defensor del liberalismo económico y la energía nuclear, consideraba imposible una coalición entre su propio partido y AVS. El 7 de agosto, Calenda rompió la alianza con el PD. +E, liderado por Della Vedova y Emma Bonino, decidió permanecer en la coalición de centroizquierda con el PD, marcando el fin de la federación entre ellos y el partido de Calenda. El 11 de agosto, Italia Viva (IV) de Matteo Renzi y Acción firmaron un acuerdo para crear una alianza centrista liderada por Calenda, utilizando el símbolo de IV para evitar recoger firmas para el partido de Calenda. A pesar de la destitución de Draghi, Calenda y Renzi dijeron que presionarían para que Draghi permaneciera como primer ministro, si ganaban suficientes escaños. También llevaron a cabo una campaña a favor de la energía nuclear y de la regasificación como soluciones a la actual crisis energética.

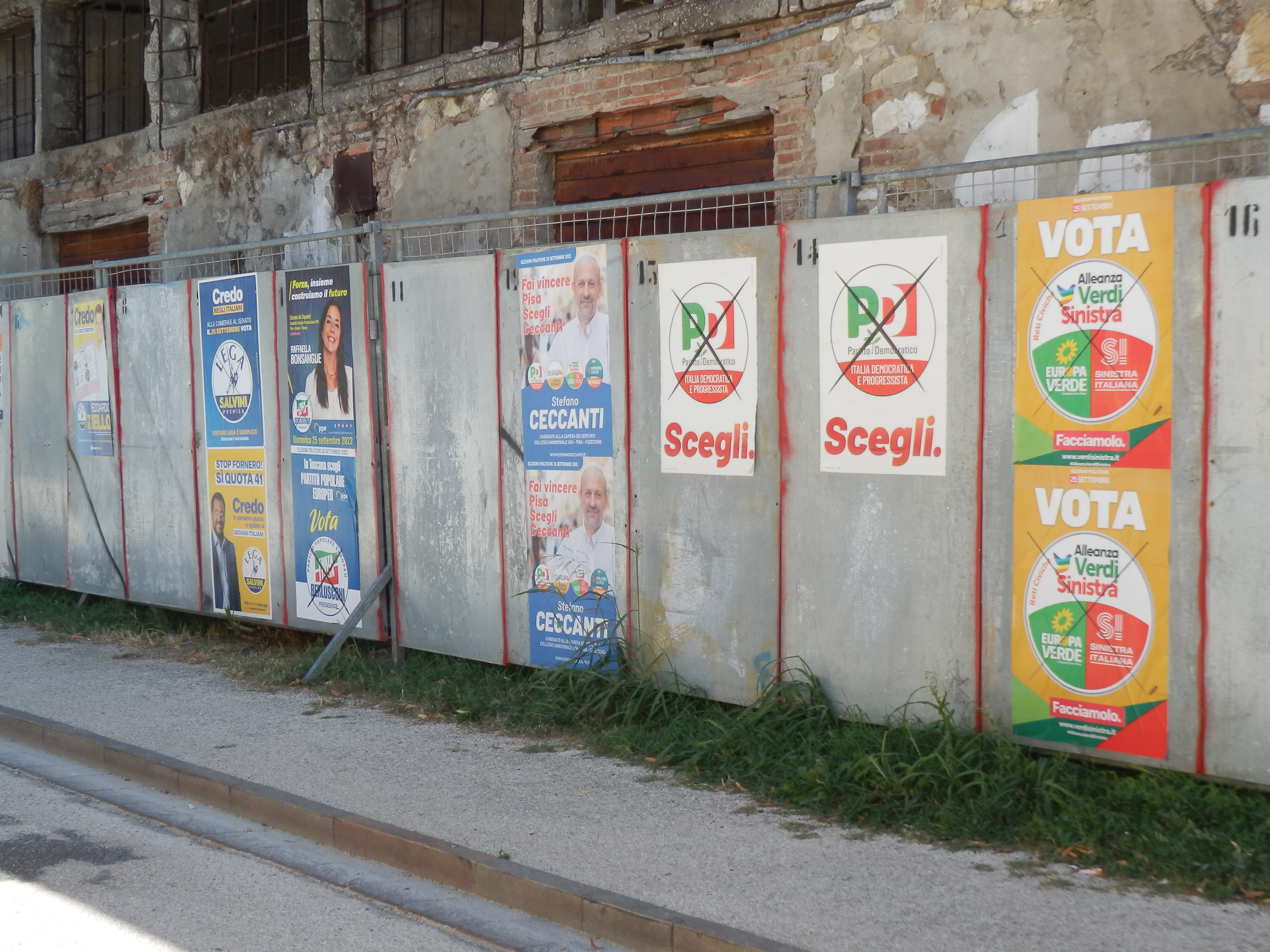
Carteles electorales en Cascina, Toscana

El 22 de agosto, Meloni tuiteó un vídeo de una violación cometida por un solicitante de asilo guineano de 27 años contra una mujer ucraniana de 55 años en la ciudad de Piacenza, Emilia-Romaña. Letta inmediatamente calificó a Meloni de "indecente" y agregó que "la derecha italiana no tiene respeto por la víctima y no le importan sus derechos", mientras que Calenda afirmó que Meloni debería avergonzarse de sí misma. Meloni acusó a Letta de mentir, diciendo que el video fue tomado del sitio web oficial del periódico Il Messaggero, y agregó que no tenía que disculparse porque lo hizo en solidaridad con la víctima. El 24 de agosto, la víctima de violación declaró que estaba desesperada por haber sido reconocida por alguien en el vídeo del ataque. Ese mismo día, el vídeo fue eliminado por Twitter, Facebook e Instagram debido a violaciones a las políticas de las redes sociales.
El 5 de septiembre, cuando se le preguntó sobre sus opiniones sobre las elecciones italianas, el expresidente de Estados Unidos Donald Trump respaldó a Conte, a quien definió como "una muy buena persona", afirmando que esperaba que "le fuera bien" y añadiendo que ambos habían "trabajado muy bien" juntos cuando Conte era primer ministro. Ese mismo día, un concejal de la Liga de Florencia provocó cierta polémica al grabar un vídeo en el que decía que un voto a la Liga sería un voto para deportar a los gitanos. El 8 de septiembre, Letta fue criticado por Meloni después de que éste afirmara, en la reunión anual del Fórum Ambrosetti en Cernobbio, que "con la victoria de la derecha, Italia podría convertirse en un país europeo de clase B como Polonia y Hungría". Sus declaraciones también fueron criticadas por la embajadora de Polonia en Italia, Anna Maria Anders. El 9 de septiembre, Federico Mollicone, miembro de alto rango de FdI, fue criticado después de pedir que se censurara un episodio de Peppa Pig en el que aparecía brevemente una pareja de lesbianas. El 20 de septiembre, el FdI despidió a Calogero Pisano, un miembro y candidato que elogió abiertamente a Adolf Hitler; en un mensaje de audio, esperaba que solo fuera suspendido por unos pocos días. Aunque siguió siendo candidato, FdI eliminó su símbolo de su candidatura. Fue elegido en la circunscripción uninominal de Agrigento, Sicilia, con el 37,8% de los votos.
El 23 de septiembre, la coalición de centroderecha celebró una gran manifestación en Roma, con declaraciones de cierre y discursos de los principales líderes de la alianza. Ese mismo día, las demás coaliciones principales y sus líderes (PD, M5S y A–IV) celebraron sus últimos mítines. El día antes de las elecciones, Ursula von der Leyen, presidenta de la Comisión Europea, fue preguntada sobre los posibles aliados de Vladímir Putin en el sistema político italiano y las próximas elecciones, a lo que respondió: «Si la situación se complica, ya he hablado de Hungría y Polonia, tenemos herramientas». El comentario provocó una fuerte reacción de algunos políticos italianos, especialmente de Salvini y Renzi. Según la legislación italiana, el 24 de septiembre inició la veda electoral en todo el territorio nacional.

### Lemas de los principales partidos
| Partido | Partido                           | Eslogan original                     | Traducción                                 | Ref.    |
| ------- | --------------------------------- | ------------------------------------ | ------------------------------------------ | ------- |
|         | Liga                              | Credo                                | "Creo"                                     | [ 177 ] |
|         | Movimiento 5 Estrellas            | Dalla parte giusta                   | "Del lado correcto"                        | [ 178 ] |
|         | Partido Democrático – IDP         | Scegli                               | "Elige"                                    | [ 120 ] |
|         | Forza Italia                      | Una scelta di campo                  | "Una elección de campo"                    | [ 179 ] |
|         | Compromiso Cívico                 | Difendiamo la libertà                | "Defendamos la libertad"                   | [ 180 ] |
|         | Acción - Italia Viva              | L'Italia, sul serio                  | "Italia, seriamente"                       | [ 181 ] |
|         | Hermanos de Italia                | Pronti a risollevare l'Italia        | "Listos para revivir Italia"               | [ 182 ] |
|         | Nosotros Moderados                | Noi, i moderati di centrodestra      | "Nosotros, los moderados de centroderecha" | [ 183 ] |
|         | Alianza Verdes e Izquierda        | Facciamolo                           | "Hagámoslo"                                | [ 184 ] |
|         | Italexit para Italia              | Per l'Italia che non molla mai       | "Por la Italia que nunca se rinde"         | [ 185 ] |
|         | Unión Popular                     | L'Italia di cui abbiamo bisogno      | "La Italia que necesitamos"                | [ 186 ] |
|         | Más Europa                        | Una generazione avanti               | "Una generación adelante"                  | [ 187 ] |
|         | Italia Soberana y Popular         | Torniamo alla Costituzione           | "Volvamos a la Constitución"               | [ 188 ] |
|         | Partido Popular Sudtirolés – PATT | Jetzt mehr denn je, Autonomie wählen | "Ahora más que nunca, elige autonomía"     | [ 189 ] |

1. ↑  Italiano: Ora più che mai, scegli l'autonomia

### Debates electorales
A diferencia de muchos otros países occidentales, en Italia los debates electorales entre los líderes de los partidos no son tan comunes antes de las elecciones generales; el último debate entre los dos principales candidatos a primer ministro se remonta a las elecciones generales de Italia de 2006 entre Silvio Berlusconi y Romano Prodi. Con pocas excepciones, casi todos los principales líderes políticos habían negado su participación en un debate electoral con otros candidatos, prefiriendo entrevistas con presentadores de televisión y periodistas, mientras que muchos debates tuvieron lugar entre otros miembros destacados de los principales partidos.
Las elecciones de 2022 vieron los primeros debates entre los principales líderes en 16 años. El 23 de agosto, algunos destacados dirigentes del centroderecha (Meloni, Salvini, Tajani y Lupi) y del centroizquierda (Letta y Di Maio) fueron entrevistados conjuntamente por Luciano Fontana durante el Meeting de Rímini, organizado por el movimiento católico Comunión y Liberación. Además, Fontana también entrevistó a los líderes de los principales partidos en el Fórum Ambrosetti el 4 de septiembre, y organizó un debate entre Letta y Meloni en el sitio web del Corriere della Sera, el periódico del que es director.
| 8 de agosto      | La7 (La Corsa al Voto)                          | Paolo Celata Alessandro De Angelis | NI                                                  | NI                        | NI      | NI            | P Paragone | P de Magistris |
| 23 de agosto     | Comunión y Liberación (Meeting de Rímini)       | Luciano Fontana                    | P Meloni (FdI) Salvini (Lega) Tajani (FI) Lupi (NM) | P Letta (PD) Di Maio (IC) | NI      | P Rosato (IV) | NI         | NI             |
| 4 de septiembre  | La Casa Europea – Ambrosetti (Forum Ambrosetti) | Luciano Fontana                    | P Meloni (FdI) Salvini (Lega) Tajani (FI)           | P Letta (PD)              | P Conte | P Calenda (A) | NI         | NI             |
| 12 de septiembre | Corriere.it                                     | Luciano Fontana                    | P Meloni (FdI)                                      | P Letta (PD)              | NI      | NI            | NI         | NI             |

## Sistema electoral
Después del referéndum constitucional de Italia de 2020, que redujo el número de parlamentarios de 630 a 400 en la Cámara de Diputados y de 315 a 200 en el Senado de la República, el entonces Segundo Gobierno Conte esperaba inicialmente que la ley electoral de Italia de 2017 (Rosatellum), utilizada en las elecciones generales de Italia de 2018, fuera reemplazada en su totalidad o que sus circunscripciones uninominales bajo el sistema de mayoría simple (FPTP) fueran rediseñados. En agosto de 2022, la reforma electoral estaba estancada en la Comisión de Asuntos Constitucionales de la Cámara y se había presentado una propuesta del diputado del M5S Giuseppe Brescia al Parlamento italiano, pero para entonces ya estaba disuelto por elecciones anticipadas. Los cambios en las circunscripciones uninominales fueron aprobados y publicados el 30 de diciembre de 2020 en la Gazzetta Ufficiale, el diario oficial del gobierno italiano. La Cámara se redujo de 232 a 147 circunscripciones y el Senado de 116 a 74 circunscripciones.

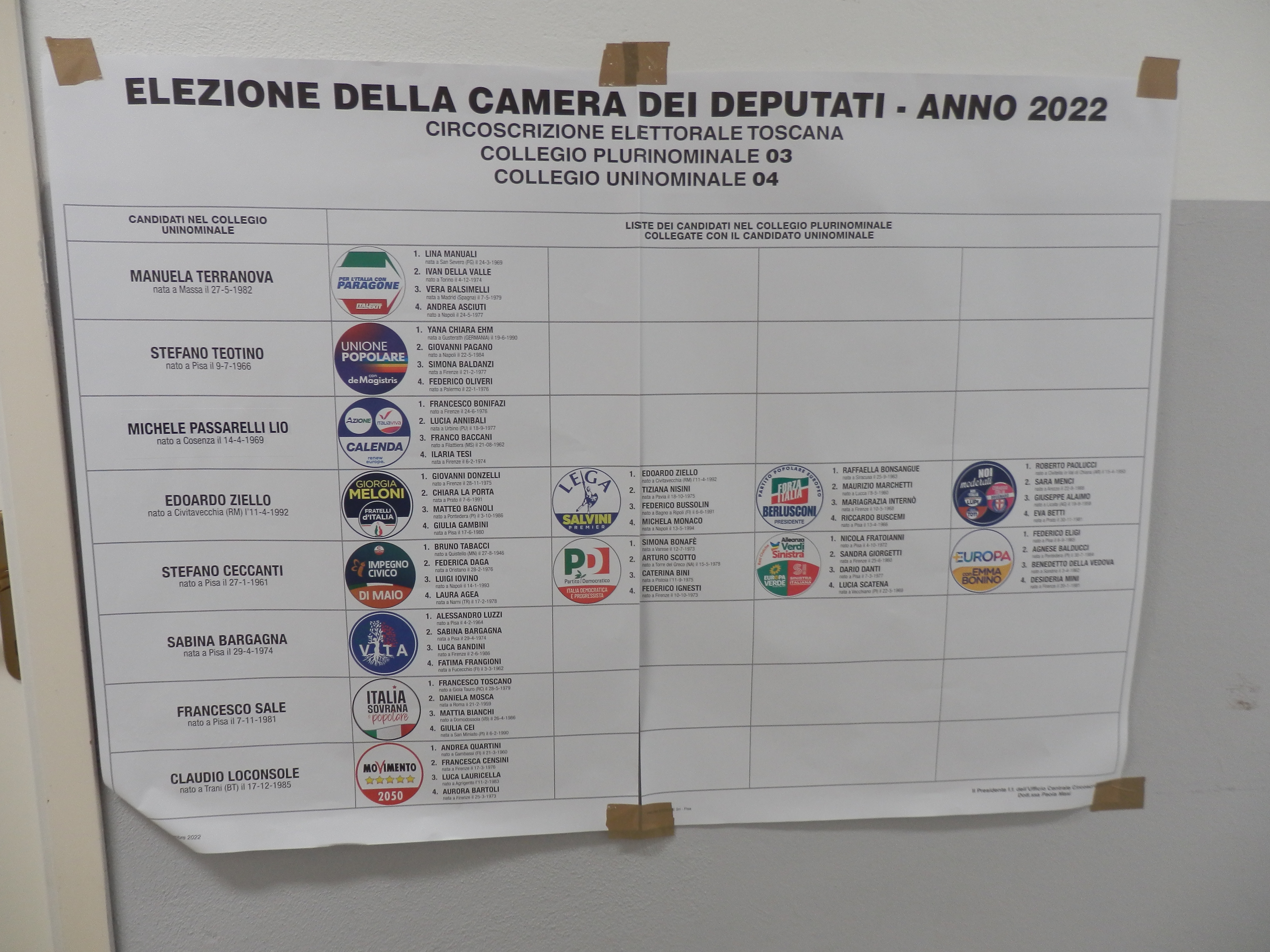
Listas de candidatos en un colegio electoral

Los 400 diputados se elegirán mediante representación mayoritaria mixta, de la siguiente manera:
- 147 en circunscripciones uninominales por mayoría simple (FPTP).
- 245 en circunscripciones plurinominales por representación proporcional nacional.
- 8 en circunscripciones electorales plurinominales en el exterior por representación proporcional en circunscripción.

Los 200 senadores electivos, también mediante representación mayoritaria mixta, se elegirán de la siguiente manera:
- 74 en circunscripciones uninominales por mayoría simple (FPTP).
- 122 en circunscripciones plurinominales por representación proporcional regional.
- 4 en circunscripciones uninominales en el exterior por mayoría simple (FPTP).

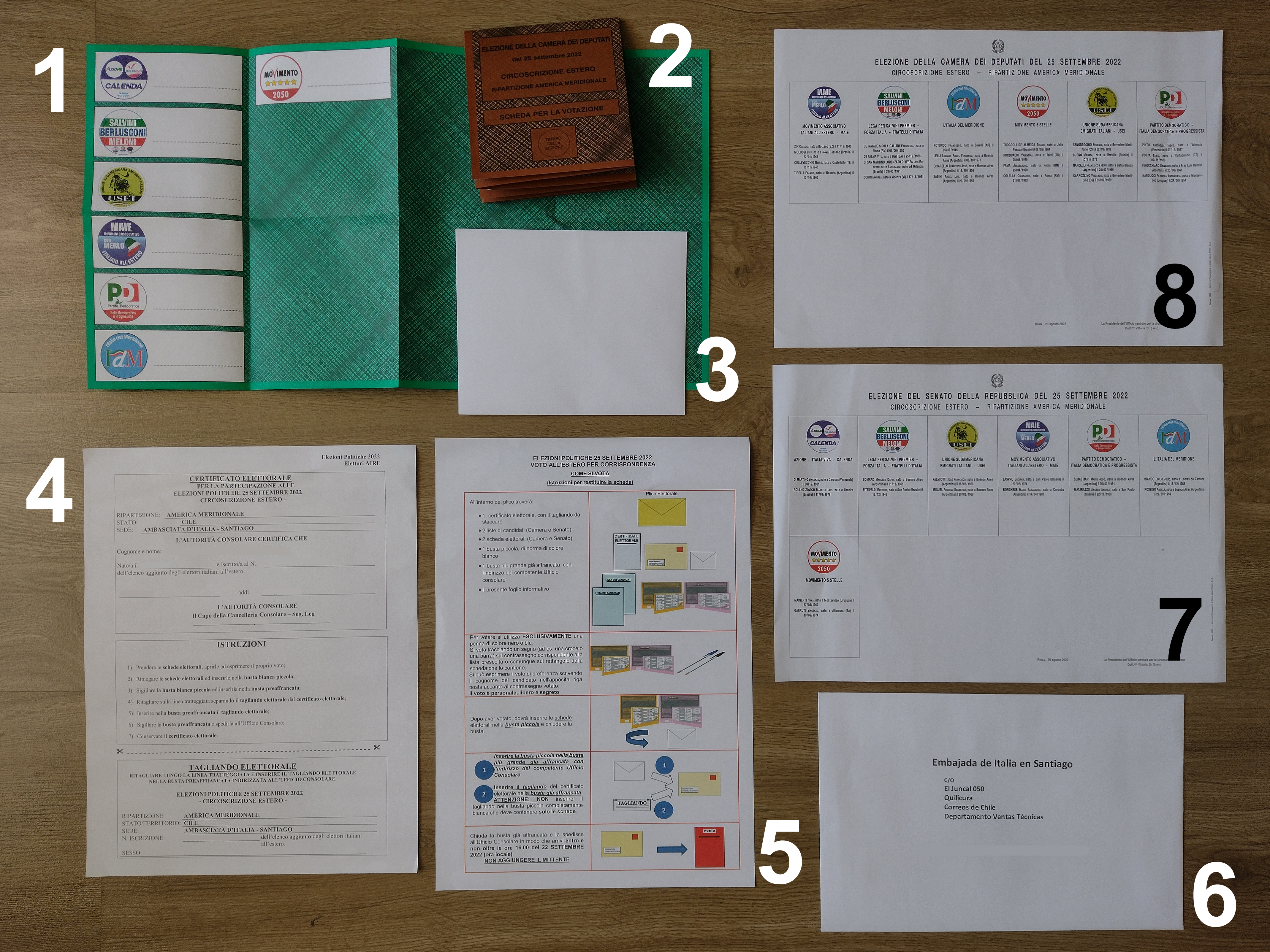
Paquete electoral enviado a un votante italiano en la circunscripción "América Meridional".

Para los residentes italianos, cada diputado será elegido en votación única, incluido el candidato de la circunscirpción electoral y las listas de sus partidos de apoyo. En cada circunscripción uninominal, el diputado o senador se elige por mayoría simple, mientras que en las circunscripciones plurinominales los escaños se asignan a nivel nacional. Para ser computados en los resultados de circunscripciones uninominales, los partidos necesitan obtener al menos el 1% de la votación nacional y ser parte de una coalición que obtenga al menos el 10% de la votación nacional. Para obtener escaños en circunscripciones plurinominales, los partidos necesitan obtener al menos el 3% del voto nacional. Los electos de estas circunscripciones provendrían de listas cerradas.
La papeleta de votación, que es única para el sistema de elección por mayoría simple y el sistema proporcional, muestra los nombres de los candidatos a las circunscripciones uninominales y junto a ellos los símbolos de las listas enlazadas para la parte proporcional, cada una de ellas con una lista de los candidatos relativos. El elector podrá emitir su voto de tres formas diferentes, entre ellas:
- Dibujar un signo en el símbolo de una lista. En este caso, el voto se extiende al candidato de la circunscripción uninominal que apoya esa lista.
- Dibujar un signo sobre el nombre del candidato de la circunscripción uninominal y otro sobre el símbolo de una lista que lo apoya, el resultado es el mismo que el descrito anteriormente. Bajo pena de nulidad, el panachage no está permitido, por lo que el elector no puede votar simultáneamente por un candidato de la circunscripción de mayoría simple y por una lista que no esté vinculada a ellos.
- Dibujar un signo únicamente sobre el nombre del candidato para la circunscripción electoral uninominal, sin indicar ninguna lista. En este caso, el voto es válido para el candidato en la circunscripción uninominal y se extiende también automáticamente a la lista que lo apoya; sin embargo, si ese candidato está vinculado a varias listas, el voto se divide proporcionalmente entre ellas, con base en los votos que cada uno haya obtenido en esa circunscripción.

## Listas electorales

### Listas con representación parlamentaria
A continuación se presentan las principales listas electorales que se presentan a las elecciones.
| Coalición | Coalición                                    | Lista                                        | Lista                                        | Ideología              | Líder              | Circunscripciones disputadas | Circunscripciones disputadas | Escaños en las últimas elecciones | Escaños en las últimas elecciones | Escaños en las últimas elecciones | Escaños antes de las elecciones | Escaños antes de las elecciones | Escaños antes de las elecciones |
| Coalición | Coalición                                    | Lista                                        | Lista                                        | Ideología              | Líder              | C                            | S                            | C                                 | S                                 | Total                             | C                               | S                               | Total                           |
| --------- | -------------------------------------------- | -------------------------------------------- | -------------------------------------------- | ---------------------- | ------------------ | ---------------------------- | ---------------------------- | --------------------------------- | --------------------------------- | --------------------------------- | ------------------------------- | ------------------------------- | ------------------------------- |
|           | Coalición de centroderecha                   |                                              | Liga (Lega)                                  | Populismo de derecha   | Matteo Salvini     | 28                           | 20                           | 125                               | 58                                | 183                               | 131                             | 60                              | 191                             |
|           | Coalición de centroderecha                   | Forza Italia (FI)                            | Conservadurismo liberal                      | Silvio Berlusconi      | 28                 | 20                           | 104                          | 57                                | 161                               | 68                                | 47                              | 115                             |                                 |
|           | Coalición de centroderecha                   | Hermanos de Italia (FdI)                     | Conservadurismo nacionalista                 | Giorgia Meloni         | 28                 | 20                           | 32                           | 18                                | 50                                | 40                                | 21                              | 61                              |                                 |
|           | Coalición de centroderecha                   | Nosotros Moderados (NM)                      | Conservadurismo liberal Democracia cristiana | Maurizio Lupi          | 28                 | 20                           | 3                            | 3                                 | 6                                 | 23                                | 12                              | 35                              |                                 |
|           | Coalición de centroizquierda                 |                                              | Partido Democrático – IDP (PD–IDP)           | Socialdemocracia       | Enrico Letta       | 28                           | 20                           | 120                               | 55                                | 175                               | 106                             | 43                              | 149                             |
|           | Coalición de centroizquierda                 | Compromiso Cívico (IC)                       | Centrismo                                    | Luigi Di Maio          | 27                 | 18                           | —                            | —                                 | —                                 | 50                                | 11                              | 61                              |                                 |
|           | Coalición de centroizquierda                 | Alianza Verdes e Izquierda (AVS)             | Política verde Socialismo democrático        | Angelo Bonelli         | 27                 | 19                           | —                            | —                                 | —                                 | 6                                 | 1                               | 7                               |                                 |
|           | Coalición de centroizquierda                 | Más Europa (+E)                              | Liberalismo                                  | Emma Bonino            | 27                 | 19                           | 3                            | 1                                 | 4                                 | 1                                 | 1                               | 2                               |                                 |
|           | Movimiento 5 Estrellas (M5S)                 | Movimiento 5 Estrellas (M5S)                 | Movimiento 5 Estrellas (M5S)                 | Populismo              | Giuseppe Conte     | 28                           | 20                           | 227                               | 112                               | 339                               | 96                              | 62                              | 158                             |
|           | Acción - Italia Viva (A–IV)                  | Acción - Italia Viva (A–IV)                  | Acción - Italia Viva (A–IV)                  | Liberalismo            | Carlo Calenda      | 28                           | 20                           | —                                 | —                                 | —                                 | 46                              | 19                              | 65                              |
|           | Partido Popular Sudtirolés – PATT (SVP–PATT) | Partido Popular Sudtirolés – PATT (SVP–PATT) | Partido Popular Sudtirolés – PATT (SVP–PATT) | Regionalismo           | Philipp Achammer   | 1                            | 1                            | 4                                 | 3                                 | 7                                 | 3                               | 3                               | 6                               |
|           | Unión Popular (UP)                           | Unión Popular (UP)                           | Unión Popular (UP)                           | Populismo de izquierda | Luigi de Magistris | 28                           | 20                           | —                                 | —                                 | —                                 | 4                               | 2                               | 6                               |
|           | Italexit para Italia (Italexit)              | Italexit para Italia (Italexit)              | Italexit para Italia (Italexit)              | Antisistema            | Gianluigi Paragone | 26                           | 17                           | —                                 | —                                 | —                                 | 1                               | 4                               | 5                               |
|           | Italia Soberana y Popular (ISP)              | Italia Soberana y Popular (ISP)              | Italia Soberana y Popular (ISP)              | Antisistema            | Giovanna Colone    | 28                           | 19                           | —                                 | —                                 | —                                 | —                               | 2                               | 2                               |
|           | Nosotros de Centro – Europeístas (NDC–Eu)    | Nosotros de Centro – Europeístas (NDC–Eu)    | Nosotros de Centro – Europeístas (NDC–Eu)    | Democracia cristiana   | Raffaele Fantetti  | 13                           | 9                            | —                                 | —                                 | —                                 | —                               | 2                               | 2                               |
|           | Vita (V)                                     | Vita (V)                                     | Vita (V)                                     | Antisistema            | Sara Cunial        | 20                           | 17                           | —                                 | —                                 | —                                 | 1                               | —                               | 1                               |

1. ↑  Incluyendo al Partido Sardo de Acción (PSd'Az), Asociación Fassa (AF), y a Derecha Liberal Italiana (DLI)
2. ↑  Incluyendo al Nuevo Partido Socialista Italiano (NPSI) y al Movimiento Animalista (MA)
3. ↑  Incluyendo también a Verde es Popular (VèP), Partido del Valor Humano (PVU),[209] y Diventerà Bellissima (DB)
4. ↑  Lista compuesta por Nosotros con Italia (NcI), Italia en el Centro (IaC), Coraggio Italia (CI), y Unión de Centro (UdC); incluyendo también a Renacimiento y al Partido de Europeos y Liberales (PEL)
5. ↑  Lista electoral del Partido Democrático incluyendo también a Artículo Uno (Art.1), Partido Socialista Italiano (PSI), Democracia Solidaria (DemoS), Centristas por Europa (CpE), Movimiento Republicanos Europeos (MRE), Base Italia (BASE), Volt Italia (Volt), Green Italia (GI), èViva, Ambiente 2050, y otras listas locales
6. ↑  Lista compuesta por Juntos por el Futuro (IpF), Centro Democrático (CD), y a Propuesta Socialista Democrática Innovadora (PSDI)
7. ↑  Lista compuesta por Izquierda Italiana (SI) y Europa Verde (EV), incluyendo también a Posible (Pos), Verdes de Tirol del Sur (Grüne), y Progresistas Sardos (PS)
8. ↑  Incluyendo a Forza Europa (FE) y a Team K (TK)
9. ↑  Incluyendo al Partido Gay (PG)
10. ↑  Lista compuesta por Acción (A) y Italia Viva (IV), incluyendo también Buena Derecha (BD), Partido Republicano Italiano (PRI), Alianza Liberaldemocrática por Italia (ALI), Juntos (I), Apulia Popular (PP), y a Democracia Cristiana (DC)
11. ↑  Incluyendo a Proyecto Trentino (PT)
12. ↑  Lista compuesta por Democracia y Autonomía (DemA), Partido de la Refundación Comunista (PRC), Poder al Pueblo (PaP), ManifestA, Resurgimiento Socialista (RS), y al Partido del Sur (PdS)
13. ↑  Incluyendo a miembros de CasaPound (CP) y de Vox Italia (Vox)
14. ↑  Lista compuesta por el Partido Comunista (PC), Acción Civil (AC), Reconquistar Italia (RI), Ancora Italia (AI), Italia Unida (IU), y Patria Socialista (PS)
15. ↑  Incluyendo a Democracia Cristiana (DC) y a Nuevos Horizontes para Italia (NOI)
16. ↑  Lista compueta por R2020, Movimiento 3V (M3V), Centinelas de la Constitución (SdC), Alianza Italiana Stop 5G (AIS5G), Unión Popular para Italia Libre (UPIL) y ENZIAN-Südtirol

### Listas sin representación parlamentaria
| Lista | Lista                                                      | Ideología                | Líder                    | Circunscripciones disputadas | Circunscripciones disputadas |
| Lista | Lista                                                      | Ideología                | Líder                    | C                            | S                            |
| ----- | ---------------------------------------------------------- | ------------------------ | ------------------------ | ---------------------------- | ---------------------------- |
|       | Alternativa para Italia (APLI)                             | Populismo de derecha     | Mario Adinolfi           | 7                            | 10                           |
|       | Partido Comunista Italiano (PCI)                           | Comunismo                | Mauro Alboresi           | 6                            | 8                            |
|       | Sur llama Norte (ScN)                                      | Regionalismo             | Cateno De Luca           | 5                            | 3                            |
|       | Partido Animalista – UCDL – 10 Veces Mejor (PAI–UCDL–10VM) | Derechos de los animales | Cristiano Ceriello       | 3                            | 2                            |
|       | Fuerza del Pueblo (FdP)                                    | Antivacuna               | Lillo Massimiliano Musso | 1                            | 1                            |
|       | Die Freiheitlichen (dF)                                    | Separatismo              | Otto Mahlknecht          | —                            | 1                            |
|       | Por la Autonomía (PA)                                      | Autonomismo              | Augusto Rollandin        | —                            | 1                            |
|       | Free (F)                                                   | Populismo                | Marco Lusetti            | 1                            | —                            |
|       | Partido de la Locura Creativa (PFC)                        | Sátira política          | Giuseppe Cirillo         | 1                            | —                            |
|       | Team K (TK)                                                | Regionalismo             | Paul Köllensperger       | —                            | 1                            |
|       | Derecha Unida – Italia Real (DU–IR)                        | Nacionalismo             | Massimiliano Panero      | —                            | 1                            |
|       | Renacimiento Valdostano (LRV)                              | Regionalismo             | Giovanni Girardini       | 1                            | —                            |
|       | Partido Comunista de los Trabajadores (PCL)                | Trotskismo               | Marco Ferrando           | —                            | 1                            |

1. ↑  Lista compuesta por El Pueblo de la Familia (PdF) y Exit (E)

### Listas que se presentan sólo en circunscripciones del exterior
| Lista | Lista                                                 | Ideología                                 | Líder               | Circunscripciones disputadas | Circunscripciones disputadas | Escaños en las últimas elecciones | Escaños en las últimas elecciones | Escaños en las últimas elecciones | Escaños antes de las elecciones | Escaños antes de las elecciones | Escaños antes de las elecciones |
| Lista | Lista                                                 | Ideología                                 | Líder               | C                            | S                            | C                                 | S                                 | Total                             | C                               | S                               | Total                           |
| ----- | ----------------------------------------------------- | ----------------------------------------- | ------------------- | ---------------------------- | ---------------------------- | --------------------------------- | --------------------------------- | --------------------------------- | ------------------------------- | ------------------------------- | ------------------------------- |
|       | Movimiento Asociativo Italianos en el Exterior (MAIE) | Intereses de los italianos en el exterior | Ricardo Merlo       | 2                            | 2                            | 1                                 | 1                                 | 2                                 | 3                               | 1                               | 4                               |
|       | Unión Sudamericana Emigrantes Italianos (USEI)        | Intereses de los italianos en Sudamérica  | Eugenio Sangregorio | 1                            | 1                            | 1                                 | 1                                 | 2                                 | 1                               | —                               | 1                               |
|       | Italia del Meridione (IdM)                            | Intereses de los italianos en Sudamérica  | Vincenzo Castellano | 1                            | 1                            | —                                 | —                                 | —                                 | —                               | —                               | —                               |
|       | Movimiento de la Libertad (MdL)                       | Intereses de los italianos en Europa      | Massimo Romagnoli   | 1                            | 1                            | —                                 | —                                 | —                                 | —                               | —                               | —                               |

## Encuestas de opinión
Desde julio de 2022, cuando se convocó por primera vez a elecciones anticipadas, se esperaba que Hermanos de Italia (FdI) se convirtiera en el primer partido, tras haber estado en la oposición durante el gobierno de unidad nacional, y esto se hizo más probable a medida que se acercaban las elecciones. También en parte debido a la ley electoral de Italia de 2017 y a una izquierda dividida por el sistema mayoritario, las encuestas de opinión mostraron que la coalición de centroderecha liderada por el FdI era altamente favorita para ganar las elecciones con una cómoda mayoría, en lo que sería el gobierno más derechista en la historia de la República Italiana según algunos académicos.
Algunas encuestas de mediados de julio mostraron que la única forma de evitar una victoria de una alianza de derecha o de hacer que las elecciones fueran más competitivas era la formación de una gran coalición que incluyera al Partido Democrático (PD), partidos menores de izquierda y centristas, y el aliado del gobierno del PD entre 2019 y 2021, el Movimiento 5 Estrellas. Las encuestas de principios de agosto mostraron que la escisión Acción - Italia Viva (Tercer Polo) de la coalición de centroizquierda no tendría influencia en los distritos uninominales, pero podría costar votos al centroizquierda en algunos distritos competitivos.

## Participación
La participación electoral fue la más baja en la historia de la Italia republicana, con un 63,9%, unos 9 puntos porcentuales por debajo de las elecciones de 2018.
| Región                                                                    | Hora   | Hora   | Hora   |
| Región                                                                    | 12:00  | 19:00  | 23:00  |
| ------------------------------------------------------------------------- | ------ | ------ | ------ |
| Abruzos                                                                   | 17,16% | 51,38% | 63,99% |
| Valle de Aosta                                                            | 19,92% | 48,76% | 60,59% |
| Apulia                                                                    | 16,80% | 42,57% | 56,56% |
| Basilicata                                                                | 13,86% | 41,27% | 58,77% |
| Calabria                                                                  | 12,84% | 36,91% | 50,80% |
| Campania                                                                  | 12,44% | 38,70% | 53,27% |
| Emilia-Romaña                                                             | 23,46% | 59,74% | 71,97% |
| Friuli-Venecia Julia                                                      | 21,68% | 56,20% | 66,21% |
| Lacio                                                                     | 20,83% | 53,42% | 64,34% |
| Liguria                                                                   | 21,89% | 53,44% | 64,19% |
| Lombardía                                                                 | 22.42% | 58.34% | 70.09% |
| Marcas                                                                    | 20,15% | 55,69% | 68,39% |
| Molise                                                                    | 13,00% | 44,04% | 56,54% |
| Piamonte                                                                  | 20,47% | 53,60% | 66,35% |
| Cerdeña                                                                   | 15,58% | 40,96% | 53,17% |
| Sicilia                                                                   | 14,77% | 41,89% | 57,34% |
| Toscana                                                                   | 22,31% | 58,06% | 69,75% |
| Trentino-Alto Adigio                                                      | 18,93% | 52,54% | 66,04% |
| Umbría                                                                    | 20,09% | 56,07% | 68,83% |
| Véneto                                                                    | 22,13% | 57,57% | 70,17% |
| Total                                                                     | 19,21% | 51,14% | 63,91% |
| Fuente: Ministerio del Interior (enlace roto disponible en este archivo). |        |        |        |

## Resultados

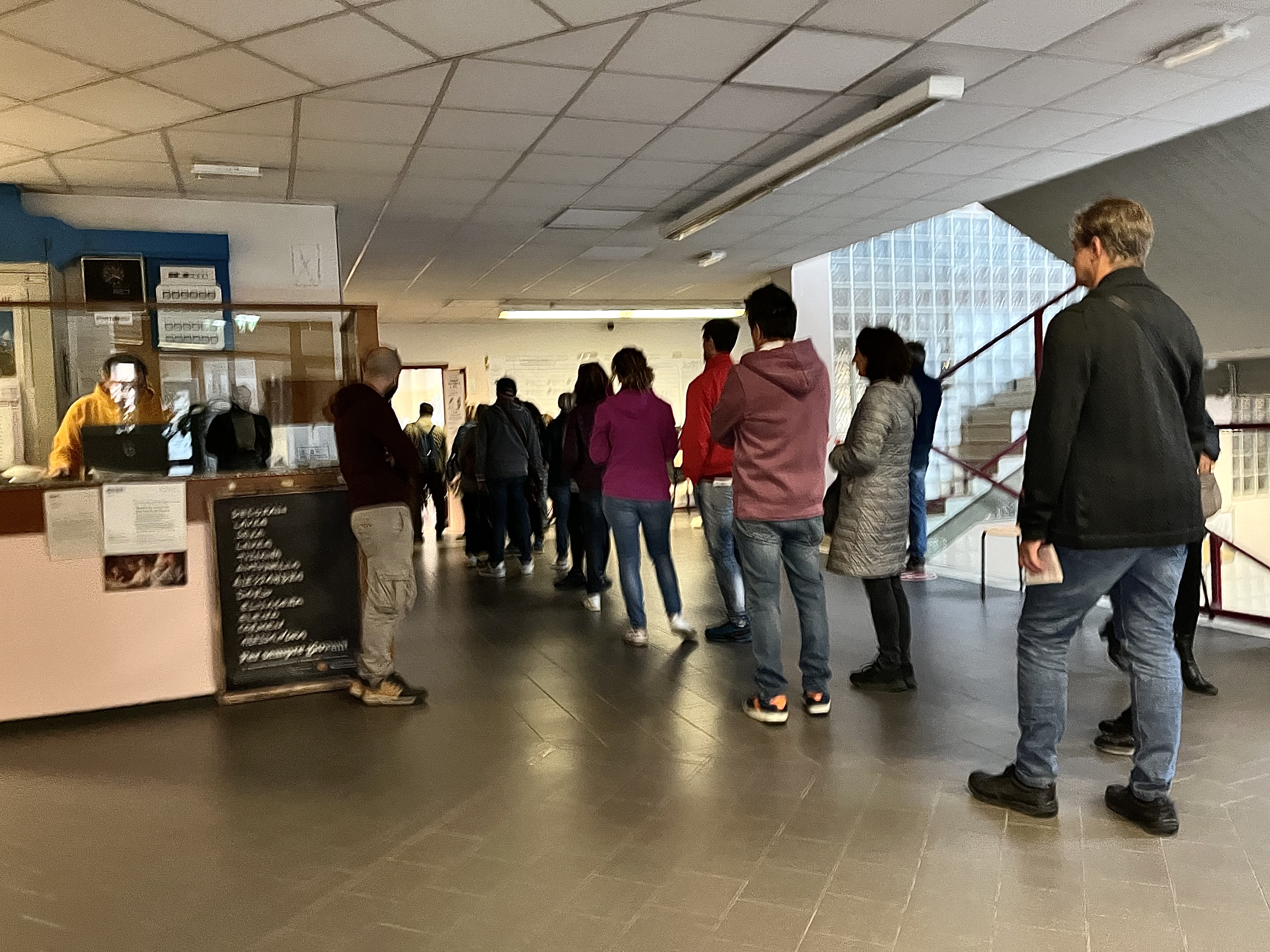
Cola frente a un colegio electoral en Casalecchio di Reno, Emilia-Romaña

Después del cierre de las urnas a las 23:00 CEST, varios medios de comunicación italianos publicaron bocas de urna que proyectaban que la coalición de centroderecha ganaría la mayoría de los escaños tanto en la Cámara de Diputados como en el Senado de la República. El recuento de votos certificó la victoria de la coalición de centroderecha liderada por Hermanos de Italia (FdI), que pasó del 4% en 2018 al 26%.
La coalición de centroderecha obtuvo la mayoría absoluta de escaños en ambas cámaras del Parlamento, con 237 escaños en la Cámara y 115 en el Senado. En primer lugar dentro de la alianza se ubicó FdI (26,0%), seguido de la Liga (8,7%) y Forza Italia (8,1%), ambos con pérdidas. Nosotros Moderados no logró alcanzar el umbral del 1% y destinar sus votos a la coalición de centroderecha en la representación proporcional nacional, pero ganó 7 escaños en la Cámara y 2 escaños en el Senado gracias al sistema de mayoría simple (FPTP). La coalición de centroizquierda mejoró ligeramente su resultado de la votación popular de 2018, pero quedó en un distante segundo lugar en términos de escaños, 85 en la Cámara y 44 en el Senado, ganando solo unos pocos escaños FPTP más que el Movimiento 5 Estrellas (M5S). El partido líder de la coalición de centroizquierda fue el Partido Democrático (19,0%), seguido de la Alianza Verdes e Izquierda (3,6%), que obtuvieron 12 escaños en la Cámara y 4 en el Senado; Más Europa se quedó a las puertas del umbral proporcional nacional (3%), mientras que Compromiso Cívico tampoco logró alcanzar el umbral del 1%, pero ambos obtuvieron 2 y 1 escaño en la Cámara, respectivamente. El M5S vio su voto reducido a más de la mitad y ganó 52 escaños en la Cámara y 28 en el Senado, pero desafió las encuestas que le pronosticaban un solo dígito en julio de 2022 al ganar el 15,4% del voto popular, gracias en parte a un sólido desempeño en el sur de Italia. Gracias a los escaños obtenidos por sistema de mayoría simple, la Liga pudo ganar más escaños en ambas cámaras que el M5S y apenas menos que el PD (69 a 66 en la Cámara y 40 a 30 en el Senado), a pesar de obtener la mitad que el PD y aproximadamente un tercio del M5S en el voto popular. La lista centrista compuesta por Acción e Italia Viva (Tercer Polo) obtuvo 21 escaños en la Cámara y 9 en el Senado, con el 7,8% de los votos. Utilizando el índice de Gallagher, la desproporcionalidad de la Cámara en la elección fue de 12,31 y de 10,83 para el Senado; a modo de comparación, la desproporcionalidad en la elección de 2018 para ambas cámaras fue de 5,50 y de 6,12. Según el analista político Wolfango Piccoli, se estima que un 30% de los votantes eligió un partido diferente al que había votado en 2018.
En Sicilia, el partido Sur llama Norte obtuvo 1 escaño en la Cámara y 1 en el Senado. También obtuvieron escaños representantes de minorías lingüísticas como Valle de Aosta y el Partido Popular Sudtirolés, así como el partido de italianos en el exterior, Movimiento Asociativo Italianos en el Exterior.

### Cámara de Diputados

#### Resultados totales
| Resultados por partido Resultados por coalición |                                                |                                                |                                                |              |              |              |            |            |            |                |                |                |           |          |          |               |
| Coalición                                       | Coalición                                      | Partido                                        | Partido                                        | Proporcional | Proporcional | Proporcional | Uninominal | Uninominal | Uninominal | Valle de Aosta | Valle de Aosta | Valle de Aosta | Exterior  | Exterior | Exterior | Total escaños |
| Coalición                                       | Coalición                                      | Partido                                        | Partido                                        | Votos        | %            | Escaños      | Votos      | %          | Escaños    | Votos          | %              | Escaños        | Votos     | %        | Escaños  | Total escaños |
|                                                 | Centroderecha                                  |                                                | Hermanos de Italia                             | 7.302.517    | 26,00        | 69           | 12.300.244 | 43,79      | 49         | 16.016         | 28,80          | –              | 281.949   | 26,00    | 1        | 119           |
|                                                 | Centroderecha                                  | Liga                                           | 2.464.005                                      | 8,77         | 23           | 42           | 12.300.244 | 43,79      | –          | 16.016         | 28,80          | 1              | 281.949   | 26,00    | 66       |               |
|                                                 | Centroderecha                                  | Forza Italia                                   | 2.278.217                                      | 8,11         | 22           | 23           | 12.300.244 | 43,79      | –          | 16.016         | 28,80          | –              | 281.949   | 26,00    | 45       |               |
|                                                 | Centroderecha                                  | Nosotros Moderados                             | 255.505                                        | 0,91         | –            | 7            | 12.300.244 | 43,79      | –          | 16.016         | 28,80          | —              | —         | —        | 7        |               |
|                                                 | Centroizquierda                                |                                                | Partido Democrático – IDP                      | 5.356.180    | 19,07        | 57           | 7.337.975  | 26,13      | 8          | —              | —              | —              | 305.759   | 28,20    | 4        | 69            |
|                                                 | Centroizquierda                                | Alianza Verdes e Izquierda                     | 1.018.669                                      | 3,63         | 11           | 1            | 7.337.975  | 26,13      | —          | —              | —              | 52.994         | 4,89      | –        | 12       |               |
|                                                 | Centroizquierda                                | Más Europa                                     | 793.961                                        | 2,83         | –            | 2            | 7.337.975  | 26,13      | —          | —              | —              | 29.971         | 2,76      | –        | 2        |               |
|                                                 | Centroizquierda                                | Compromiso Cívico                              | 169.165                                        | 0,60         | –            | 1            | 7.337.975  | 26,13      | —          | —              | —              | 11.590         | 1,07      | –        | 1        |               |
|                                                 | Movimiento 5 Estrellas                         | Movimiento 5 Estrellas                         | Movimiento 5 Estrellas                         | 4.333.972    | 15,43        | 41           | 4.333.972  | 15,43      | 10         | —              | —              | —              | 93.338    | 8,61     | 1        | 52            |
|                                                 | Acción - Italia Viva                           | Acción - Italia Viva                           | Acción - Italia Viva                           | 2.186.669    | 7,79         | 21           | 2.186.669  | 7,79       | –          | —              | —              | —              | 60.499    | 5,58     | –        | 21            |
|                                                 | Partido Popular Sudtirolés – PATT              | Partido Popular Sudtirolés – PATT              | Partido Popular Sudtirolés – PATT              | 117.010      | 0,42         | 1            | 117.010    | 0,42       | 2          | —              | —              | —              | —         | —        | —        | 3             |
|                                                 | Sur llama Norte                                | Sur llama Norte                                | Sur llama Norte                                | 212.685      | 0,76         | –            | 212.685    | 0,76       | 1          | —              | —              | —              | —         | —        | —        | 1             |
|                                                 | Valle de Aosta                                 | Valle de Aosta                                 | Valle de Aosta                                 | —            | —            | —            | —          | —          | —          | 20.763         | 38,63          | 1              | —         | —        | —        | 1             |
|                                                 | Movimiento Asociativo Italianos en el Exterior | Movimiento Asociativo Italianos en el Exterior | Movimiento Asociativo Italianos en el Exterior | —            | —            | —            | —          | —          | —          | —              | —              | —              | 141.356   | 13,04    | 1        | 1             |
|                                                 | Otros                                          | Otros                                          | Otros                                          | 1.599.227    | 5,68         | –            | 1.599.227  | 5,68       | –          | 16.967         | 32,57          | –              | 106.847   | 9,85     | –        | –             |
| Total                                           | Total                                          | Total                                          | Total                                          | 28.087.782   | 100          | 245          | 28.087.782 | 100        | 146        | 53.746         | 100            | 1              | 1.084.303 | 100      | 8        | 400           |

| \| Voto popular (partido) \| Voto popular (partido) \| Voto popular (partido) \| Voto popular (partido) \| Voto popular (partido) \| \| ---------------------- \| ---------------------- \| ---------------------- \| ---------------------- \| ---------------------- \| \| \| \| \| \| \| \| FdI \| FdI \| \| 25.98 % \| 25.98 % \| \| PD \| PD \| \| 19.04 % \| 19.04 % \| \| M5S \| M5S \| \| 15.43 % \| 15.43 % \| \| Lega \| Lega \| \| 8.79 % \| 8.79 % \| \| FI \| FI \| \| 8.11 % \| 8.11 % \| \| A–IV \| A–IV \| \| 7.78 % \| 7.78 % \| \| AVS \| AVS \| \| 3.64 % \| 3.64 % \| \| +E \| +E \| \| 2.83 % \| 2.83 % \| \| Otros \| Otros \| \| 8.40 % \| 8.40 % \| |       |  |         |         |
| Voto popular (partido) |       |  |         |         |
| |       |  |         |         |
| FdI | FdI   |  | 25.98 % | 25.98 % |
| PD | PD    |  | 19.04 % | 19.04 % |
| M5S | M5S   |  | 15.43 % | 15.43 % |
| Lega | Lega  |  | 8.79 %  | 8.79 %  |
| FI | FI    |  | 8.11 %  | 8.11 %  |
| A–IV | A–IV  |  | 7.78 %  | 7.78 %  |
| AVS | AVS   |  | 3.64 %  | 3.64 %  |
| +E | +E    |  | 2.83 %  | 2.83 %  |
| Otros | Otros |  | 8.40 %  | 8.40 %  |

| \| Distribución de escaños (partido) \| Distribución de escaños (partido) \| Distribución de escaños (partido) \| Distribución de escaños (partido) \| Distribución de escaños (partido) \| \| --------------------------------- \| --------------------------------- \| --------------------------------- \| --------------------------------- \| --------------------------------- \| \| \| \| \| \| \| \| FdI \| FdI \| \| 30.00 % \| 30.00 % \| \| PD \| PD \| \| 17.25 % \| 17.25 % \| \| Lega \| Lega \| \| 16.50 % \| 16.50 % \| \| M5S \| M5S \| \| 13.00 % \| 13.00 % \| \| FI \| FI \| \| 11.25 % \| 11.25 % \| \| A–IV \| A–IV \| \| 5.25 % \| 5.25 % \| \| AVS \| AVS \| \| 3.00 % \| 3.00 % \| \| NM \| NM \| \| 1.75 % \| 1.75 % \| \| Otros \| Otros \| \| 2.00 % \| 2.00 % \| |       |  |         |         |
| Distribución de escaños (partido) |       |  |         |         |
| |       |  |         |         |
| FdI | FdI   |  | 30.00 % | 30.00 % |
| PD | PD    |  | 17.25 % | 17.25 % |
| Lega | Lega  |  | 16.50 % | 16.50 % |
| M5S | M5S   |  | 13.00 % | 13.00 % |
| FI | FI    |  | 11.25 % | 11.25 % |
| A–IV | A–IV  |  | 5.25 %  | 5.25 %  |
| AVS | AVS   |  | 3.00 %  | 3.00 %  |
| NM | NM    |  | 1.75 %  | 1.75 %  |
| Otros | Otros |  | 2.00 %  | 2.00 %  |

| \| Voto popular (coalición) \| Voto popular (coalición) \| Voto popular (coalición) \| Voto popular (coalición) \| Voto popular (coalición) \| \| ------------------------ \| ------------------------ \| ------------------------ \| ------------------------ \| ------------------------ \| \| \| \| \| \| \| \| CDX \| CDX \| \| 43.79 % \| 43.79 % \| \| CSX \| CSX \| \| 26.12 % \| 26.12 % \| \| M5S \| M5S \| \| 15.43 % \| 15.43 % \| \| A–IV \| A–IV \| \| 7.78 % \| 7.78 % \| \| Otros \| Otros \| \| 6.88 % \| 6.88 % \| |       |  |         |         |
| Voto popular (coalición) |       |  |         |         |
| |       |  |         |         |
| CDX | CDX   |  | 43.79 % | 43.79 % |
| CSX | CSX   |  | 26.12 % | 26.12 % |
| M5S | M5S   |  | 15.43 % | 15.43 % |
| A–IV | A–IV  |  | 7.78 %  | 7.78 %  |
| Otros | Otros |  | 6.88 %  | 6.88 %  |

| \| Distribución de escaños (coalición) \| Distribución de escaños (coalición) \| Distribución de escaños (coalición) \| Distribución de escaños (coalición) \| Distribución de escaños (coalición) \| \| ----------------------------------- \| ----------------------------------- \| ----------------------------------- \| ----------------------------------- \| ----------------------------------- \| \| \| \| \| \| \| \| CDX \| CDX \| \| 59.25 % \| 59.25 % \| \| CSX \| CSX \| \| 21.25 % \| 21.25 % \| \| M5S \| M5S \| \| 13.00 % \| 13.00 % \| \| A–IV \| A–IV \| \| 5.25 % \| 5.25 % \| \| Otros \| Otros \| \| 1.25 % \| 1.25 % \| |       |  |         |         |
| Distribución de escaños (coalición) |       |  |         |         |
| |       |  |         |         |
| CDX | CDX   |  | 59.25 % | 59.25 % |
| CSX | CSX   |  | 21.25 % | 21.25 % |
| M5S | M5S   |  | 13.00 % | 13.00 % |
| A–IV | A–IV  |  | 5.25 %  | 5.25 %  |
| Otros | Otros |  | 1.25 %  | 1.25 %  |

#### Proporcional

Distribución proporcional de escaños por partido en la Cámara de Diputados

Distribución proporcional de escaños por partido en el Senado de la República

|                                 | Hermanos de Italia (FdI)                         | 7.301.303  | 25,98  | 69  |
|                                 | Partido Democrático – IDP (PD–IDP)               | 5.348.676  | 19,04  | 57  |
|                                 | Movimiento 5 Estrellas (M5S)                     | 4.335.494  | 15,43  | 41  |
|                                 | Liga (Lega)                                      | 2.470.318  | 8,79   | 23  |
|                                 | Forza Italia (FI)                                | 2.279.266  | 8,11   | 22  |
|                                 | Acción - Italia Viva (A–IV)                      | 2.186.505  | 7,78   | 21  |
|                                 | Alianza Verdes e Izquierda (AVS)                 | 1.021.808  | 3,64   | 11  |
|                                 | Más Europa (+E)                                  | 796.057    | 2,83   | –   |
|                                 | Italexit para Italia (Italexit)                  | 534.950    | 1,90   | –   |
|                                 | Unión Popular (UP)                               | 403.149    | 1,43   | –   |
|                                 | Italia Soberana y Popular (ISP)                  | 348.831    | 1,24   | –   |
|                                 | Nosotros Moderados (NM)                          | 254,127    | 0.91   | –   |
|                                 | Sur llama Norte (ScN)                            | 212.954    | 0,76   | –   |
|                                 | Vita (V)                                         | 201.737    | 0,72   | –   |
|                                 | Compromiso Cívico (IC)                           | 173.555    | 0,62   | –   |
|                                 | Partido Popular Sudtirolés – PATT (SVP–PATT)     | 117.032    | 0,42   | 1   |
|                                 | Nosotros de Centro – Europeístas (NDC–Eu)        | 46.230     | 0,16   | –   |
|                                 | Partido Comunista Italiano (PCI)                 | 24.549     | 0,09   | –   |
|                                 | Partido Animalista – UCDL – 10VM (PAI–UCDL–10VM) | 21.451     | 0,08   | –   |
|                                 | Alternativa para Italia (APLI)                   | 17.137     | 0,06   | –   |
|                                 | Partido de la Locura Creativa (PFC)              | 1.419      | 0,00   | –   |
|                                 | Free (F)                                         | 829        | 0,00   | –   |
|                                 | Fuerza del Pueblo (FdP)                          | 819        | 0,00   | –   |
| Total                           | Total                                            | 28.098.196 | 100,00 | 245 |
| Blancos / nulos / sin asignar   | Blancos / nulos / sin asignar                    | 1.286.915  | 4,38   | –   |
| Total participación             | Total participación                              | 29.385.111 | 63.85  | –   |
| Votantes registrados            | Votantes registrados                             | 46.021.956 | –      | –   |
| Fuente: Ministerio del Interior |                                                  |            |        |     |

#### Uninominal

Candidatos ganadores en circunscripciones para la Cámara de Diputados

Candidatos ganadores en circunscripciones para el Senado de la República

|                                 | Coalición de centroderecha (CDX)                 | 12.305.014 | 43,79  | 121 |
|                                 | Coalición de centroizquierda (CSX)               | 7.340.096  | 26,12  | 12  |
|                                 | Movimiento 5 Estrellas (M5S)                     | 4.335.494  | 15,43  | 10  |
|                                 | Acción - Italia Viva (A–IV)                      | 2.186.505  | 7,78   | –   |
|                                 | Italexit para Italia (Italexit)                  | 534.950    | 1,90   | –   |
|                                 | Unión Popular (UP)                               | 403.149    | 1,43   | –   |
|                                 | Italia Soberana y Popular (ISP)                  | 348.831    | 1,24   | –   |
|                                 | Sur llama Norte (ScN)                            | 212.954    | 0,76   | 1   |
|                                 | Vita (V)                                         | 201.737    | 0,72   | –   |
|                                 | Partido Popular Sudtirolés – PATT (SVP–PATT)     | 117.032    | 0,42   | 2   |
|                                 | Nosotros de Centro – Europeístas (NDC–Eu)        | 46.230     | 0,16   | –   |
|                                 | Partido Comunista Italiano (PCI)                 | 24.549     | 0,09   | –   |
|                                 | Partido Animalista – UCDL – 10VM (PAI–UCDL–10VM) | 21.451     | 0,08   | –   |
|                                 | Alternativa para Italia (APLI)                   | 17.137     | 0,06   | –   |
|                                 | Partido de la Locura Creativa (PFC)              | 1.419      | 0,00   | –   |
|                                 | Free (F)                                         | 829        | 0,00   | –   |
|                                 | Fuerza del Pueblo (FdP)                          | 819        | 0,00   | –   |
| Total                           | Total                                            | 28.098.196 | 100,00 | 146 |
| Blancos / nulos / sin asignar   | Blancos / nulos / sin asignar                    | 1.286.915  | 4,38   | –   |
| Total participación             | Total participación                              | 29,385,111 | 63.85  | –   |
| Votantes registrados            | Votantes registrados                             | 46.021.956 | –      | –   |
| Source: Ministerio del Interior |                                                  |            |        |     |

#### Valle de Aosta
La región autónoma del Valle de Aosta, en el noroeste de Italia, elige a un diputado mediante una elección directa por mayoría simple. Algunos partidos que formaron coaliciones electorales en Italia podrían haber optado por competir entre sí o formar coaliciones diferentes en esta región en particular.
| Candidato                       | Partido                       | Partido                                     | Votos  | %      | Resultado |
| ------------------------------- | ----------------------------- | ------------------------------------------- | ------ | ------ | --------- |
| Franco Manes                    |                               | Valle de Aosta (VdA)                        | 20.763 | 38,63  | Electo    |
| Emily Rini                      |                               | Coalición de centroderecha (Lega–FI–NM–FdI) | 16.016 | 28,80  |           |
| Giovanni Girardini              |                               | Renacimiento Valdostano                     | 6.398  | 11,90  |           |
| Erika Guichardaz                |                               | Valle de Aosta Abierta (Open VdA)           | 5.841  | 10,87  |           |
| Loredana Ronc                   |                               | Italia Soberana y Popular (ISP)             | 2.302  | 4,28   |           |
| Loredana De Rosa                |                               | Unión Popular (UP)                          | 1.375  | 2,56   |           |
| Davide Ianni                    |                               | Partido Comunista Italiano (PCI)            | 1.051  | 1,96   |           |
| Total                           | Total                         | Total                                       | 53.746 | 100,00 | 1         |
| Blancos / nulos / sin asignar   | Blancos / nulos / sin asignar | Blancos / nulos / sin asignar               | 5.740  | 9,66   | –         |
| Total participación             | Total participación           | Total participación                         | 59.490 | 60,59  | –         |
| Votantes registrados            | Votantes registrados          | Votantes registrados                        | 98.187 | –      | –         |
| Fuente: Ministerio del Interior |                               |                                             |        |        |           |

1. ↑  Incluyendo al Partido Democrático (PD), Acción (A), Italia Viva (IV), Unión Valdostana (UV), Alianza Valdostana (AV), Valle de Aosta Unido (VdAU), y Stella Alpina (SA)
2. ↑  Incluyendo al Movimiento 5 Estrellas (M5S), Área Democrática (AD–GA), Ambiente Derechos Igualdad (ADU), e Izquierda Italiana (SI)

#### Italianos en el exterior
Ocho diputados son elegidos por los italianos en el exterior. Se eligen dos diputados para América del Norte y América Central (incluida la mayor parte del Caribe), dos diputados para América del Sur (incluida Trinidad y Tobago), tres diputados para Europa y un diputado para el resto del mundo (África, Asia, Oceanía y Antártida). Los votantes de estas regiones seleccionan listas de candidatos y emiten un voto preferencial por candidatos individuales. Los escaños se asignan por representación proporcional. La ley electoral permite a los partidos formar coaliciones diferentes en las listas en el exterior, en comparación con las listas en Italia; Forza Italia, la Liga y Hermanos de Italia formaron una lista unificada para los distritos electorales en el exterior.
|                                 | Partido Democrático – IDP (PD–IDP)                     | 306.105   | 28,20  | 4 |
|                                 | Liga – Forza Italia – Hermanos de Italia (Lega–FI–FdI) | 282.636   | 26,04  | 2 |
|                                 | Movimiento Asociativo Italianos en el Exterior (MAIE)  | 141.440   | 13,03  | 1 |
|                                 | Movimiento 5 Estrellas (M5S)                           | 93.219    | 8,59   | 1 |
|                                 | Unión Sudamericana Emigrantes Italianos (USEI)         | 73.389    | 6,76   | – |
|                                 | Acción - Italia Viva (A–IV)                            | 60.456    | 5,57   | – |
|                                 | Alianza Verdes e Izquierda (AVS)                       | 52.962    | 4,88   | – |
|                                 | Más Europa (+E)                                        | 29.947    | 2,76   | – |
|                                 | Movimiento de la Libertad (MdL)                        | 18.348    | 1,69   | – |
|                                 | Italia del Meridione (IdM)                             | 15.442    | 1,42   | – |
|                                 | Compromiso Cívico (IC)                                 | 11.608    | 1,07   | – |
| Total                           | Total                                                  | 1.085.552 | 100,00 | 8 |
| Blancos / nulos / sin asignar   | Blancos / nulos / sin asignar                          | 164.929   | 13,19  | – |
| Total participación             | Total participación                                    | 1.250.481 | 26,36  | – |
| Votantes registrados            | Votantes registrados                                   | 4.743.980 | –      | – |
| Fuente: Ministerio del Interior |                                                        |           |        |   |

### Senado de la República

#### Resultados totales
| Resultados por partido Resultados por coalición |                                                |                                                |                                                |              |              |              |            |            |            |                |                |                |                      |                      |                      |           |          |          |               |
| Coalición                                       | Coalición                                      | Partido                                        | Partido                                        | Proporcional | Proporcional | Proporcional | Uninominal | Uninominal | Uninominal | Valle de Aosta | Valle de Aosta | Valle de Aosta | Trentino-Alto Adigio | Trentino-Alto Adigio | Trentino-Alto Adigio | Exterior  | Exterior | Exterior | Total escaños |
| Coalición                                       | Coalición                                      | Partido                                        | Partido                                        | Votos        | %            | Escaños      | Votos      | %          | Escaños    | Votos          | %              | Escaños        | Votos                | %                    | Escaños              | Votos     | %        | Escaños  | Total escaños |
|                                                 | Centroderecha                                  |                                                | Hermanos de Italia                             | 7.167.136    | 26,01        | 34           | 12.129.547 | 44,02      | 31         | 18.509         | 34,05          | –              | 137.015              | 27,24                | –                    | 294.712   | 27,05    | –        | 65            |
|                                                 | Centroderecha                                  | Liga                                           | 2.439.200                                      | 8,85         | 13           | 14           | 12.129.547 | 44,02      | 1          | 18.509         | 34,05          | 1              | 137.015              | 27,24                | –                    | 294.712   | 27,05    | 29       |               |
|                                                 | Centroderecha                                  | Forza Italia                                   | 2.279.802                                      | 8,27         | 9            | 9            | 12.129.547 | 44,02      | –          | 18.509         | 34,05          | –              | 137.015              | 27,24                | –                    | 294.712   | 27,05    | 18       |               |
|                                                 | Centroderecha                                  | Nosotros Moderados                             | 243.409                                        | 0,88         | –            | 2            | 12.129.547 | 44,02      | –          | 18.509         | 34,05          | 1              | 137.015              | 27,24                | —                    | —         | —        | 3        |               |
|                                                 | Centroizquierda                                |                                                | Partido Democrático – IDP                      | 5.226.732    | 18,96        | 31           | 7.161.688  | 25,99      | 4          | [ a ]          | –              | –              | 149.682              | 29,29                | 1                    | 370.262   | 33,98    | 3        | 39            |
|                                                 | Centroizquierda                                | Alianza Verdes e Izquierda                     | 972.316                                        | 3,53         | 3            | 1            | 7.161.688  | 25,99      | —          | —              | —              | –              | 149.682              | 29,29                | —                    | —         | —        | 4        |               |
|                                                 | Centroizquierda                                | Campobase                                      | —                                              | —            | —            | –            | 7.161.688  | 25,99      | —          | —              | —              | 1              | 149.682              | 29,29                | —                    | —         | —        | 1        |               |
|                                                 | Centroizquierda                                | Otros                                          | 972.214                                        | 3,53         | –            | –            | 7.161.688  | 25,99      | —          | —              | —              | –              | 149.682              | 29,29                | 14.610               | 1,34      | 0        | 0        |               |
|                                                 | Movimiento 5 Estrellas                         | Movimiento 5 Estrellas                         | Movimiento 5 Estrellas                         | 4.285.894    | 15,55        | 23           | 4.285.894  | 15,55      | 5          | —              | —              | —              | 28.355               | 5,64                 | –                    | 101.794   | 9,34     | –        | 28            |
|                                                 | Acción - Italia Viva                           | Acción - Italia Viva                           | Acción - Italia Viva                           | 2.131.310    | 7,73         | 9            | 2.131.310  | 7,73       | –          | —              | —              | —              | 6.782                | 1,35                 | –                    | 76.070    | 6,98     | –        | 9             |
|                                                 | Partido Popular Sudtirolés – PATT              | Partido Popular Sudtirolés – PATT              | Partido Popular Sudtirolés – PATT              | —            | —            | —            | —          | —          | —          | —              | —              | —              | 116.003              | 23,06                | 2                    | —         | —        | —        | 2             |
|                                                 | Sur llama Norte                                | Sur llama Norte                                | Sur llama Norte                                | 271.549      | 0,99         | –            | 271.549    | 0,99       | 1          | —              | —              | —              | —                    | —                    | —                    | —         | —        | —        | 1             |
|                                                 | Movimiento Asociativo Italianos en el Exterior | Movimiento Asociativo Italianos en el Exterior | Movimiento Asociativo Italianos en el Exterior | —            | —            | —            | —          | —          | —          | —              | —              | —              | —                    | —                    | —                    | 138.758   | 12,73    | 1        | 1             |
|                                                 | Otros                                          | Otros                                          | Otros                                          | 2.119.823    | 5,72         | 0            | 2.119.823  | 5,72       | 0          | 35.850         | 65,95          | –              | 65.117               | 13,42                | 0                    | 93.107    | 8,54     | –        | 0             |
| Total                                           | Total                                          | Total                                          | Total                                          | 27.569.675   | 100          | 122          | 27.569.675 | 100        | 67         | 54.359         | 100            | 1              | 502.954              | 100                  | 6                    | 1.090.147 | 100      | 4        | 200           |

Notas
1. ↑  Dentro de Valle de Aosta

| \| Voto popular (partido) \| Voto popular (partido) \| Voto popular (partido) \| Voto popular (partido) \| Voto popular (partido) \| \| ---------------------- \| ---------------------- \| ---------------------- \| ---------------------- \| ---------------------- \| \| \| \| \| \| \| \| FdI \| FdI \| \| 26.00 % \| 26.00 % \| \| PD \| PD \| \| 18.93 % \| 18.93 % \| \| M5S \| M5S \| \| 15.56 % \| 15.56 % \| \| Lega \| Lega \| \| 8.84 % \| 8.84 % \| \| FI \| FI \| \| 8.27 % \| 8.27 % \| \| A–IV \| A–IV \| \| 7.73 % \| 7.73 % \| \| AVS \| AVS \| \| 3.53 % \| 3.53 % \| \| +E \| +E \| \| 2.94 % \| 2.94 % \| \| Otros \| Otros \| \| 8.20 % \| 8.20 % \| |       |  |         |         |
| Voto popular (partido) |       |  |         |         |
| |       |  |         |         |
| FdI | FdI   |  | 26.00 % | 26.00 % |
| PD | PD    |  | 18.93 % | 18.93 % |
| M5S | M5S   |  | 15.56 % | 15.56 % |
| Lega | Lega  |  | 8.84 %  | 8.84 %  |
| FI | FI    |  | 8.27 %  | 8.27 %  |
| A–IV | A–IV  |  | 7.73 %  | 7.73 %  |
| AVS | AVS   |  | 3.53 %  | 3.53 %  |
| +E | +E    |  | 2.94 %  | 2.94 %  |
| Otros | Otros |  | 8.20 %  | 8.20 %  |

| \| Distribución de escaños (partido) \| Distribución de escaños (partido) \| Distribución de escaños (partido) \| Distribución de escaños (partido) \| Distribución de escaños (partido) \| \| --------------------------------- \| --------------------------------- \| --------------------------------- \| --------------------------------- \| --------------------------------- \| \| \| \| \| \| \| \| FdI \| FdI \| \| 32.50 % \| 32.50 % \| \| PD \| PD \| \| 20.00 % \| 20.00 % \| \| Lega \| Lega \| \| 15.00 % \| 15.00 % \| \| M5S \| M5S \| \| 14.00 % \| 14.00 % \| \| FI \| FI \| \| 9.00 % \| 9.00 % \| \| A–IV \| A–IV \| \| 4.50 % \| 4.50 % \| \| AVS \| AVS \| \| 2.00 % \| 2.00 % \| \| NM \| NM \| \| 1.00 % \| 1.00 % \| \| Otros \| Otros \| \| 2.00 % \| 2.00 % \| |       |  |         |         |
| Distribución de escaños (partido) |       |  |         |         |
| |       |  |         |         |
| FdI | FdI   |  | 32.50 % | 32.50 % |
| PD | PD    |  | 20.00 % | 20.00 % |
| Lega | Lega  |  | 15.00 % | 15.00 % |
| M5S | M5S   |  | 14.00 % | 14.00 % |
| FI | FI    |  | 9.00 %  | 9.00 %  |
| A–IV | A–IV  |  | 4.50 %  | 4.50 %  |
| AVS | AVS   |  | 2.00 %  | 2.00 %  |
| NM | NM    |  | 1.00 %  | 1.00 %  |
| Otros | Otros |  | 2.00 %  | 2.00 %  |

| \| Voto popular (coalición) \| Voto popular (coalición) \| Voto popular (coalición) \| Voto popular (coalición) \| Voto popular (coalición) \| \| ------------------------ \| ------------------------ \| ------------------------ \| ------------------------ \| ------------------------ \| \| \| \| \| \| \| \| CDX \| CDX \| \| 44.02 % \| 44.02 % \| \| CSX \| CSX \| \| 25.99 % \| 25.99 % \| \| M5S \| M5S \| \| 15.56 % \| 15.56 % \| \| A–IV \| A–IV \| \| 7.73 % \| 7.73 % \| \| Otros \| Otros \| \| 6.70 % \| 6.70 % \| |       |  |         |         |
| Voto popular (coalición) |       |  |         |         |
| |       |  |         |         |
| CDX | CDX   |  | 44.02 % | 44.02 % |
| CSX | CSX   |  | 25.99 % | 25.99 % |
| M5S | M5S   |  | 15.56 % | 15.56 % |
| A–IV | A–IV  |  | 7.73 %  | 7.73 %  |
| Otros | Otros |  | 6.70 %  | 6.70 %  |

| \| Distribución de escaños (coalición) \| Distribución de escaños (coalición) \| Distribución de escaños (coalición) \| Distribución de escaños (coalición) \| Distribución de escaños (coalición) \| \| ----------------------------------- \| ----------------------------------- \| ----------------------------------- \| ----------------------------------- \| ----------------------------------- \| \| \| \| \| \| \| \| CDX \| CDX \| \| 57.50 % \| 57.50 % \| \| CSX \| CSX \| \| 22.00 % \| 22.00 % \| \| M5S \| M5S \| \| 14.00 % \| 14.00 % \| \| A–IV \| A–IV \| \| 4.50 % \| 4.50 % \| \| Otros \| Otros \| \| 2.00 % \| 2.00 % \| |       |  |         |         |
| Distribución de escaños (coalición) |       |  |         |         |
| |       |  |         |         |
| CDX | CDX   |  | 57.50 % | 57.50 % |
| CSX | CSX   |  | 22.00 % | 22.00 % |
| M5S | M5S   |  | 14.00 % | 14.00 % |
| A–IV | A–IV  |  | 4.50 %  | 4.50 %  |
| Otros | Otros |  | 2.00 %  | 2.00 %  |

#### Proporcional
|                                 | Hermanos de Italia (FdI)                                   | 7.168.875  | 26,00  | 34  |
|                                 | Partido Democrático – IDP (PD–IDP)                         | 5.220.256  | 18,93  | 31  |
|                                 | Movimiento 5 Estrellas (M5S)                               | 4.290.194  | 15,55  | 23  |
|                                 | Liga (Lega)                                                | 2.437.406  | 8,84   | 13  |
|                                 | Forza Italia (FI)                                          | 2.281.258  | 8,27   | 9   |
|                                 | Acción - Italia Viva (A–IV)                                | 2.131.023  | 7,73   | 9   |
|                                 | Alianza Verdes e Izquierda (AVS)                           | 972.780    | 3,53   | 3   |
|                                 | Más Europa (+E)                                            | 810.441    | 2,94   | –   |
|                                 | Italexit para Italia (Italexit)                            | 515.657    | 1,87   | –   |
|                                 | Unión Popular (UP)                                         | 374.247    | 1,36   | –   |
|                                 | Italia Soberana y Popular (ISP)                            | 309.391    | 1,12   | –   |
|                                 | Sur llama Norte (ScN)                                      | 272.462    | 0,99   | –   |
|                                 | Nosotros Moderados (NM)                                    | 248.308    | 0,90   | –   |
|                                 | Vita (V)                                                   | 196.644    | 0,71   | –   |
|                                 | Compromiso Cívico (IC)                                     | 161.773    | 0,59   | –   |
|                                 | Partido Comunista Italiano (PCI)                           | 70.938     | 0,26   | –   |
|                                 | Nosotros de Centro – Europeístas (NDC–Eu)                  | 42.905     | 0,16   | –   |
|                                 | Alternativa para Italia (APLI)                             | 40.397     | 0,15   | –   |
|                                 | Partido Animalista – UCDL – 10 Veces Mejor (PAI–UCDL–10VM) | 16.950     | 0,06   | –   |
|                                 | Partido Comunista de los Trabajadores (PCL)                | 4.491      | 0,02   | –   |
|                                 | Derecha Unida – Italia Real (DU–IR)                        | 2.415      | 0,01   | –   |
|                                 | Fuerza del Pueblo (FdP)                                    | 864        | 0,01   | –   |
| Total                           | Total                                                      | 27.569.675 | 100,00 | 122 |
| Blancos / nulos / sin asignar   | Blancos / nulos / sin asignar                              | 1.281.165  | 4,44   | –   |
| Total participación             | Total participación                                        | 28.850.840 | 63,81  | –   |
| Votantes registrados            | Votantes registrados                                       | 45.210.950 | –      | –   |
| Fuente: Ministerio del Interior |                                                            |            |        |     |

#### Uninominal
|                                 | Coalición de centroderecha (CDX)                           | 12.135.847 | 44,02  | 56 |
|                                 | Coalición de centroizquierda (CSX)                         | 7.165.250  | 25,99  | 5  |
|                                 | Movimiento 5 Estrellas (M5S)                               | 4.290.194  | 15,55  | 5  |
|                                 | Acción - Italia Viva (A–IV)                                | 2.131.023  | 7,73   | –  |
|                                 | Italexit para Italia (Italexit)                            | 515.657    | 1,87   | –  |
|                                 | Unión Popular (UP)                                         | 374.247    | 1,36   | –  |
|                                 | Italia Soberana y Popular (ISP)                            | 309.391    | 1,12   | –  |
|                                 | Sur llama Norte (ScN)                                      | 272.462    | 0,99   | 1  |
|                                 | Vita (V)                                                   | 196.644    | 0,71   | –  |
|                                 | Partido Comunista Italiano (PCI)                           | 70.938     | 0,26   | –  |
|                                 | Nosotros de Centro – Europeístas (NDC–Eu)                  | 42.905     | 0,16   | –  |
|                                 | Alternativa para Italia (APLI)                             | 40.397     | 0,15   | –  |
|                                 | Partido Animalista – UCDL – 10 Veces Mejor (PAI–UCDL–10VM) | 16.950     | 0,06   | –  |
|                                 | Partido Comunista de los Trabajadores (PCL)                | 4.491      | 0,02   | –  |
|                                 | Derecha Unida – Italia Real (DU–IR)                        | 2.415      | 0,01   | –  |
|                                 | Fuerza del Pueblo (FdP)                                    | 864        | 0,01   | –  |
| Total                           | Total                                                      | 27.569.675 | 100,00 | 67 |
| Blancos / nulos / sin asignar   | Blancos / nulos / sin asignar                              | 1.281.165  | 4,44   | –  |
| Total participación             | Total participación                                        | 28.850.840 | 63,81  | –  |
| Votantes registrados            | Votantes registrados                                       | 45.210.950 | –      | –  |
| Fuente: Ministerio del Interior |                                                            |            |        |    |

#### Valle de Aosta
| Candidato                       | Partido                       | Partido                                     | Votos  | %      | Resultado |
| ------------------------------- | ----------------------------- | ------------------------------------------- | ------ | ------ | --------- |
| Nicoletta Spelgatti             |                               | Coalición de centroderecha (Lega–FI–NM–FdI) | 18.509 | 34,05  | Electa    |
| Patrik Vesan                    |                               | Valle de Aosta (VdA)                        | 18.282 | 33,63  |           |
| Augusto Rollandin               |                               | Por la Autonomía (PlA)                      | 7.272  | 13,38  |           |
| Daria Pulz                      |                               | Valle de Aosta Abierta (Open VdA)           | 5.448  | 10,02  |           |
| Alessandro Bianchini            |                               | Italia Soberana y Popular (ISP)             | 1.569  | 2,89   |           |
| Francesco Lucat                 |                               | Unión Popular (UP)                          | 1.311  | 2,41   |           |
| Guglielmo Leray                 |                               | Partido Comunista Italiano (PCI)            | 1.051  | 1,93   |           |
| Larisa Bargan                   |                               | Vita (V)                                    | 917    | 1,69   |           |
| Total                           | Total                         | Total                                       | 54.359 | 100,00 | 1         |
| Blancos / nulos / sin asignar   | Blancos / nulos / sin asignar | Blancos / nulos / sin asignar               | 5.131  | 8,62   | –         |
| Total participación             | Total participación           | Total participación                         | 59.490 | 60,59  | –         |
| Votantes registrados            | Votantes registrados          | Votantes registrados                        | 98.187 | –      | –         |
| Fuente: Ministerio del Interior |                               |                                             |        |        |           |

1. ↑  Incluyendo al Partido Democrático (PD), Acción (A), Italia Viva (IV), Unión Valdostana (UV), Alianza Valdostana (AV), Valle de Aosta Unido (VdAU), y Stella Alpina (SA)
2. ↑  Incluyendo al Movimiento 5 Estrellas (M5S), Área Democrática (AD–GA), Ambiente Derechos Igualdad (ADU), e Izquierda Italiana (SI)

#### Trentino-Alto Adigio/Tirol del Sur
| Partido                         | Partido                                          | Votos   | %      | Escaños |
| ------------------------------- | ------------------------------------------------ | ------- | ------ | ------- |
|                                 | Coalición de centroderecha (Lega–FI–NM–FdI)      | 137.015 | 27,24  | 2       |
|                                 | Partido Popular Sudtirolés – PATT (SVP–PATT)     | 116.003 | 23,06  | 2       |
|                                 | Coalición de centroizquierda (CB–+E–AVS–PD–A–IV) | 100.602 | 20,00  | 1       |
|                                 | Movimiento 5 Estrellas (M5S)                     | 28.355  | 5,64   | –       |
|                                 | Coalición de centroizquierda (PD–IDP–+E–AVS)     | 21.894  | 4,35   | 1       |
|                                 | Vita (V)                                         | 17.876  | 3,55   | –       |
|                                 | Alianza Verdes e Izquierda (AVS)                 | 17.574  | 3,49   | –       |
|                                 | Italia Soberana y Popular (ISP)                  | 15.252  | 3,03   | –       |
|                                 | Die Freiheitlichen (DF)                          | 14.479  | 2,88   | –       |
|                                 | Team K (TK)                                      | 11.157  | 2,22   | –       |
|                                 | Partido Democrático – IDP (PD–IDP)               | 9.612   | 1,91   | –       |
|                                 | Acción - Italia Viva (A–IV)                      | 6.782   | 1,35   | –       |
|                                 | Unión Popular (UP)                               | 6.353   | 1,26   | –       |
| Total                           | Total                                            | 502.954 | 100,00 | 6       |
| Blancos / nulos / sin asignar   | Blancos / nulos / sin asignar                    | 32.625  | 6,09   | –       |
| Total participación             | Total participación                              | 811.006 | 66,04  | –       |
| Votantes registrados            | Votantes registrados                             |         | –      | –       |
| Fuente: Ministerio del Interior |                                                  |         |        |         |

#### Italianos en el exterior
Cuatro senadores son elegidos por los italianos en el exterior. Se elige un senador para América del Norte y América Central (incluida la mayor parte del Caribe), un senador para América del Sur (incluida Trinidad y Tobago), un senador para Europa y un senador para el resto del mundo (África, Asia, Oceanía y Antártida). Los votantes de estas regiones seleccionan listas de candidatos y emiten un voto preferencial por candidatos individuales. Los escaños se asignan por representación proporcional. La ley electoral permite a los partidos formar coaliciones diferentes en las listas en el exterior, en comparación con las listas en Italia; Forza Italia, la Liga y Hermanos de Italia formaron una lista unificada para los distritos electorales en el exterior.
|                                 | Partido Democrático – IDP (PD–IDP)                     | 370.549   | 33,99  | 3 |
|                                 | Liga – Forza Italia – Hermanos de Italia (Lega–FI–FdI) | 295.467   | 27,10  | – |
|                                 | Movimiento Asociativo Italianos en el Exterior (MAIE)  | 138.337   | 12,69  | 1 |
|                                 | Movimiento 5 Estrellas (M5S)                           | 101.925   | 9,35   | – |
|                                 | Acción - Italia Viva (A–IV)                            | 76.152    | 6,99   | – |
|                                 | Unión Sudamericana Emigrantes Italianos (USEI)         | 55.523    | 5,09   | – |
|                                 | Movimiento de la Libertad (MdL)                        | 23.384    | 2,15   | – |
|                                 | Compromiso Cívico (IC)                                 | 14.610    | 1,34   | – |
|                                 | Italia del Meridione (IdM)                             | 14.200    | 1,30   | – |
| Total                           | Total                                                  | 1.090.147 | 100,00 | 4 |
| Blancos / nulos / sin asignar   | Blancos / nulos / sin asignar                          | 143.681   | 11,65  | – |
| Total participación             | Total participación                                    | 1.233.828 | 26,01  | – |
| Votantes registrados            | Votantes registrados                                   | 4.743.980 | –      | – |
| Fuente: Ministerio del Interior |                                                        |           |        |   |

### Elecciones de los líderes
Entre los líderes de los partidos, Meloni (FdI), Berlusconi (FI), Bonelli (AVS) y Lupi (NM) ganaron en sus respectivos escaños con sistema de mayoría simple (FPTP). Otros, como Di Maio (IC), Bonino (+E) y Calenda (A–IV) perdieron sus elecciones por mayoría simple; Calenda obtuvo un escaño en las listas de representación proporcional (RP). Letta (PD), Conte (M5S) y Salvini (Lega) no se presentaron a elecciones con sistema de mayoría simple y obtuvieron sus escaños con el sistema de representación proporcional.

### Sociología del electorado
| Sociología del electorado | Sociología del electorado | Sociología del electorado | Sociología del electorado | Sociología del electorado | Sociología del electorado | Sociología del electorado |      |       |
| Demografía                | Centroderecha             | Centroizquierda           | M5S                       | A–IV                      | Otros                     | Participación             |      |       |
| ------------------------- | ------------------------- | ------------------------- | ------------------------- | ------------------------- | ------------------------- | ------------------------- | ---- | ----- |
| Demografía                | Total voto                | 43,8%                     | 26,1%                     | 15,4%                     | 7,8%                      | Participación             | 6,9% | 63,8% |
| Sexo                      |                           |                           |                           |                           |                           |                           |      |       |
| Hombre                    | 44,6%                     | 24,3%                     | 15,2%                     | 8,6%                      | 7,3%                      | 63,1%                     |      |       |
| Mujer                     | 42,9%                     | 28,0%                     | 15,6%                     | 6,9%                      | 6,6%                      | 58,5%                     |      |       |
| Años                      |                           |                           |                           |                           |                           |                           |      |       |
| 18–34 años                | 30,0%                     | 32,9%                     | 20,9%                     | 8,5%                      | 7,7%                      | 57,3%                     |      |       |
| 35–49 años                | 49,6%                     | 21,0%                     | 17,4%                     | 5,7%                      | 6,3%                      | 57,6%                     |      |       |
| 50–64 años                | 45,6%                     | 22,5%                     | 16,6%                     | 6,9%                      | 8,4%                      | 65,2%                     |      |       |
| 65 o mayor                | 46,9%                     | 29,3%                     | 8,8%                      | 9,9%                      | 5,1%                      | 61,8%                     |      |       |
| Ocupación                 |                           |                           |                           |                           |                           |                           |      |       |
| Estudiante                | 19,1%                     | 44,5%                     | 24,8%                     | 8,0%                      | 3,6%                      | 64,5%                     |      |       |
| Desempleado               | 43,5%                     | 22,3%                     | 23,5%                     | 3,3%                      | 7,4%                      | 52,2%                     |      |       |
| Ama de casa               | 51,1%                     | 19,9%                     | 19,0%                     | 5,4%                      | 4,6%                      | 63,0%                     |      |       |
| Cuello azul               | 56,5%                     | 15,7%                     | 16,4%                     | 3,9%                      | 7,5%                      | 56,6%                     |      |       |
| Cuello blanco             | 38,4%                     | 30,7%                     | 13,8%                     | 10,8%                     | 6,3%                      | 67,2%                     |      |       |
| Autónomo                  | 43,3%                     | 16,0%                     | 15,8%                     | 7,5%                      | 17,4%                     | 70,0%                     |      |       |
| Gerente                   | 42,6%                     | 28,2%                     | 11,6%                     | 12,3%                     | 5,3%                      | 74,1%                     |      |       |
| Jubilado                  | 44,4%                     | 30,5%                     | 9,9%                      | 9,0%                      | 6,2%                      | 59,9%                     |      |       |
| Educación                 |                           |                           |                           |                           |                           |                           |      |       |
| Primaria                  | 49,8%                     | 22,0%                     | 16,7%                     | 5,2%                      | 6,3%                      | 54,8%                     |      |       |
| Secundaria                | 42,4%                     | 25,5%                     | 16,1%                     | 7,4%                      | 8,6%                      | 64,2%                     |      |       |
| Universitaria             | 32,8%                     | 36,7%                     | 11,3%                     | 14,3%                     | 4,9%                      | 71,1%                     |      |       |
| Condición económica       |                           |                           |                           |                           |                           |                           |      |       |
| Baja                      | 49,2%                     | 14,4%                     | 25,0%                     | 3,4%                      | 8,0%                      | 50,6%                     |      |       |
| Media-baja                | 50,1%                     | 19,7%                     | 18,2%                     | 5,2%                      | 6,8%                      | 52,7%                     |      |       |
| Media                     | 41,7%                     | 28,9%                     | 14,0%                     | 7,9%                      | 7,5%                      | 64,0%                     |      |       |
| Media-alta                | 37,1%                     | 32,6%                     | 11,4%                     | 11,5%                     | 7,4%                      | 71,7%                     |      |       |
| Alta                      | 41,1%                     | 34,8%                     | 10,2%                     | 11,7%                     | 2,2%                      | 72,5%                     |      |       |
|                           |                           |                           |                           |                           |                           |                           |      |       |
| Fuente: Ipsos Italia      |                           |                           |                           |                           |                           |                           |      |       |

## Consecuencias

### Análisis
En unas elecciones con una participación electoral históricamente baja, los bocas de urna proyectaron que la coalición de centroderecha ganaría la mayoría de los escaños. Se proyectaba que Giorgia Meloni sería la ganadora de las elecciones. Su partido, Hermanos de Italia, tras haber aprovechado la oposición al gobierno de unidad nacional en 2021-2022, pasó del 4% en 2018 al 26% en 2022, y recibió una pluralidad de escaños; según un acuerdo preelectoral dentro de la coalición de centroderecha, que sostenía que el partido más grande de la coalición nominaría al próximo primer ministro de Italia, Meloni es la favorita. Sería la primera mujer primera ministra de Italia, la primera jefa de gobierno de extrema derecha de un país importante de la eurozona, y su primera líder de extrema derecha desde Benito Mussolini, y lideraría el gobierno más derechista desde la Segunda Guerra Mundial.
Según los observadores, el resultado de las elecciones italianas, junto con los avances de la extrema derecha en las elecciones autonómicas de España de 2022 en febrero y junio, las elecciones legislativas de Francia de 2022 en abril y las elecciones generales de Suecia de 2022 el 11 de septiembre, cambiaron la geopolítica de Europa. La historiadora Ruth Ben-Ghiat describió a Meloni como "una declarada fan de Mussolini", y argumentó que su gobierno, además de estar dirigido por primera vez por una mujer, lo que Hillary Clinton dijo que representaría "una ruptura con el pasado, y eso ciertamente es algo bueno", a lo que respondió "Meloni también representaría la continuidad con el episodio más oscuro de Italia: la dictadura de entreguerras de Benito Mussolini". El historiador Timothy Garton Ash argumentó que «Meloni es, sin duda, un populista de derecha antiinmigración, un firme conservador social y un nacionalista euroescéptico... Puede que la ideología de Meloni sea reaccionaria y nacionalista, pero tiene poco o nada de la glorificación de la violencia marcial, y mucho menos de la violencia real, características del fascismo».
La coalición de centroderecha aprovechó con éxito el sistema mayoritario y se mantuvo unida, algo que la izquierda y el centro no pudieron lograr. El Movimiento 5 Estrellas (M5S) terminó tercero en términos de voto popular, evitando una victoria aún mayor de la derecha. A pesar de la victoria de la alianza de derecha, tanto Forza Italia como la Liga sufrieron pérdidas. Leila Simona Talani, del King's College de Londres, dijo que un gobierno de derecha enfrentaría muchos problemas y cuestionó su experiencia económica. Gianluca Passarrelli, de la Universidad La Sapienza, comentó: "Creo que veremos más restricciones a los derechos civiles y a las políticas sobre LGBT y los inmigrantes". Emiliana De Blasio, asesora de diversidad e inclusión de la Universidad LUISS de Roma, afirmó que Meloni "no plantea en absoluto cuestiones sobre los derechos de las mujeres y el empoderamiento en general".
El politólogo Lorenzo Castellani comentó que la estabilidad y durabilidad de un gobierno de derecha dependía de los resultados finales. Afirmó que, con un 44%, la coalición liderada por Meloni "puede gobernar de forma mucho más estable, sin problemas". Con un 42%, habrían obtenido una mayoría menor, mientras que un resultado del 46-47% les habría otorgado los escaños necesarios por mayoría simple para alcanzar la supermayoría de dos tercios y aprobar reformas constitucionales sin referéndum. Observadores, como el politólogo Giovanni Orsina, dijeron que los partidarios de la extrema derecha estarían decepcionados con un gobierno de Meloni porque ella ahora es parte de la derecha dominante, como el Partido Conservador en el Reino Unido.

### Reacciones

#### Políticos
El Partido Democrático (PD), líder de la coalición de centroizquierda, reconoció su derrota poco después de las encuestas de boca de urna. Meloni dijo que la coalición de centroderecha tiene un mandato claro y que los italianos habían enviado "un mensaje claro", mientras que Matteo Salvini afirmó: "Es un buen día para Italia porque tiene cinco años de estabilidad por delante". Los primeros ministros de varios países, entre ellos Viktor Orbán (Hungría), Mateusz Morawiecki (Polonia), Petr Fiala (República Checa), y Liz Truss (Reino Unido) felicitaron a Meloni, al igual que los políticos de extrema derecha Marine Le Pen y Éric Zemmour en Francia. Otros partidos y líderes de la derecha radical europea, como Alternativa para Alemania y Vox en España, también celebraron la victoria de la derecha. El ministro de Asuntos Exteriores español, José Manuel Albares, afirmó que "los populismos siempre adquieren importancia y siempre terminan de la misma manera: en catástrofe". El presidente de Brasil, Jair Bolsonaro, cuyo hijo Eduardo firmó la antiizquierdista Carta de Madrid con Meloni, también celebró su victoria y dijo que él y Meloni eligieron un lema similar.
Enrico Letta, secretario del PD, afirmó que "la tendencia que surgió hace dos semanas en Suecia se confirmó en Italia", lo describió como un "día triste para Italia, para Europa" y pidió una reflexión dentro del partido. Letta añadió que su partido ofrecerá una "oposición fuerte e intransigente", y anunció que no se presentaría a las elecciones primarias del PD de 2023. Debora Serracchiani, destacada diputada del PD, dijo que era "una noche triste para el país" y añadió: "[La derecha] tiene mayoría en el Parlamento, pero no en el país". Giuseppe Conte, líder del M5S, afirmó que liderará una "oposición sin concesiones" y comentó: "Seremos la vanguardia de la agenda progresista contra las desigualdades, para proteger a las familias y empresas en dificultades, y para defender los derechos y valores de nuestra Constitución".
Según se informa, los funcionarios de la Unión Europea (UE) estaban ansiosos por las consecuencias de los resultados, y la primera ministra francesa, Élisabeth Borne, dijo que la UE seguiría la situación para asegurarse de que se respeten los derechos humanos y los valores de la UE, incluido el acceso de las mujeres al aborto. La Comisión Europea expresó su esperanza de una relación positiva con el próximo gobierno italiano. El presidente francés, Emmanuel Macron, afirmó que su país respetaba los resultados electorales y que, "como vecinos y amigos, debemos seguir trabajando juntos. Es en Europa donde superaremos nuestros desafíos comunes". En Estados Unidos, se informó que la administración Biden estaba preocupada por los resultados, pero prometió cooperación, mientras tanto, destacados miembros del Partido Republicano celebraron los resultados de FdI. Antony Blinken, Secretario de Estado de Estados Unidos, comentó: «Estamos deseosos de colaborar con el gobierno italiano en nuestros objetivos comunes: apoyar una Ucrania libre e independiente, respetar los derechos humanos y construir un futuro económico sostenible».
Sobre un gobierno liderado por Meloni, Stefano Stefanini, exembajador de Italia ante la OTAN, declaró: «Los fieles deben saber que su gobierno sería duro con la inmigración, crítico con la UE y basado en valores tradicionales. Los moderados, los mercados y los aliados extranjeros quieren continuidad». El presidente de Ucrania, Volodímir Zelenski, felicitó a Meloni por su victoria y expresó su interés en colaborar con su gobierno, especialmente en lo que respecta a la invasión rusa de Ucrania. Se informó que el gobierno ruso estaba satisfecho con los resultados. El portavoz del Kremlin, Dmitri Peskov, declaró: «Estamos dispuestos a dar la bienvenida a cualquier fuerza política que sea capaz de ir más allá de la corriente dominante establecida, que está llena de odio hacia nuestro país... y mostrar voluntad de ser constructiva en las relaciones con nuestro país».
Varios políticos también felicitaron a Meloni, especialmente políticos de centroderecha y derecha de todo el mundo, incluidos Australia, Francia, Alemania, Hungría, Polonia y España.

#### Prensa y otros medios
El Comité Internacional de Auschwitz se mostró conmocionado por los resultados. Su vicepresidente ejecutivo, Christoph Heubner, declaró: «Para todos los supervivientes del Holocausto y los herederos de la resistencia italiana, uno de los movimientos de resistencia más importantes contra el fascismo en Europa, este resultado electoral es un acontecimiento impactante y triste». Sin mencionar explícitamente los resultados, el Papa Francisco advirtió contra "levantar muros contra nuestros hermanos y hermanas". Muchos periódicos extranjeros y observadores internacionales, incluidos Al Jazeera, Associated Press, BBC, CNBC, CNN, The Daily Telegraph, Euronews, Le Figaro, Fox News, The Guardian, Haaretz, Le Monde, El Mundo, El País, The New York Times, Politico, Sky News, Time, The Times, The Times of Israel, The Wall Street Journal, y The Washington Post, comentaron los resultados como un giro a la derecha, y varios de ellos lo describieron como la primera vez que un partido político de extrema derecha ganaba una elección italiana desde el final de la Segunda Guerra Mundial.
El periódico francés Libération describió el resultado de las elecciones como "posfascismo en el poder", así como un "terremoto europeo", mientras que el periódico alemán Frankfurter Allgemeine Zeitung comentó que "Meloni no es el diablo", y que "la economía espera estabilidad". Die Zeit señaló que la formación de un nuevo gobierno por parte de Meloni depende del presidente Mattarella. En Reino Unido, el Financial Times escribió que "la victoria de Giorgia Meloni merece preocupación pero no pánico", habiendo aprovechado "el deseo de los italianos de un cambio radical", y citó la "tormenta económica" que tendría que enfrentar, mientras que The Economist informó que un grupo empresarial se estaba preparando para trabajar con el gobierno de derecha, queriendo mantener relaciones cordiales independientemente de quién lidere el gobierno como es costumbre.

## Formación de gobierno

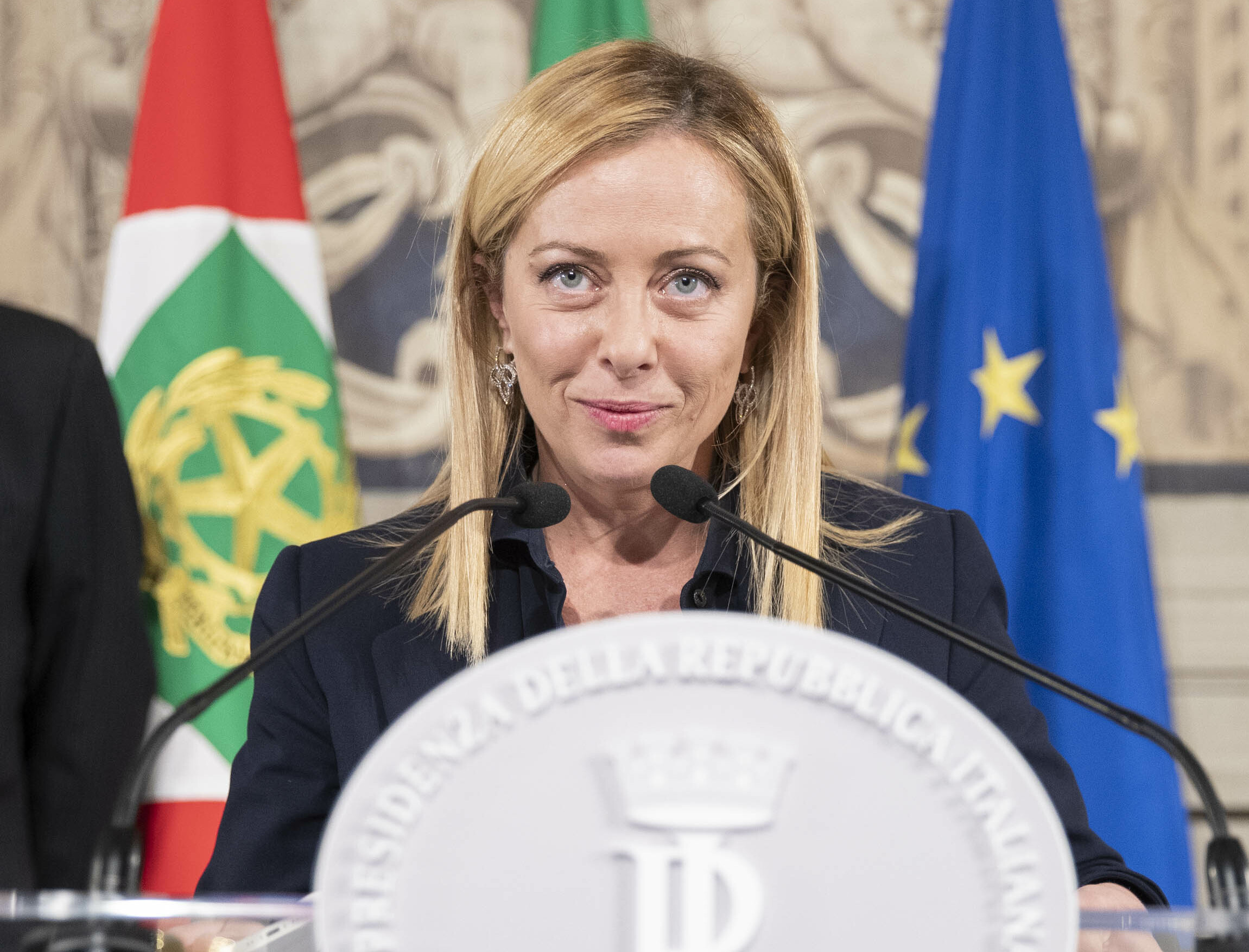
Meloni acepta la tarea de formar un nuevo gobierno

La nueva legislatura elegida tomó posesión el 13 de octubre. Ese mismo día, Ignazio La Russa, de Hermanos de Italia, fue elegido Presidente del Senado de la República. Es el primer político de origen neofascista y proveniente de un partido postfascista que ocupa el cargo, que es el segundo de mayor rango de la República Italiana. Fue elegido con algunos votos de partidos fuera de la coalición de centroderecha, ya que Forza Italia no lo votó. La Russa fue proclamada presidenta por Liliana Segre, senadora vitalicia y sobreviviente del Holocausto, quien presidió la sesión del Senado por ser la senadora de mayor edad. El 14 de octubre, Lorenzo Fontana de la Liga, considerado ampliamente como un ultraconservador debido a sus opiniones antiabortistas y antiLGBT de larga data, fue elegido Presidente de la Cámara de Diputados.
Según la convención constitucional, la formación del nuevo gobierno estará precedida por rondas de conversaciones entre los líderes de los partidos y el presidente de Italia, Sergio Mattarella, que tuvo lugar los días 20 y 21 de octubre. El 21 de octubre, Mattarella encargó a Meloni la tarea de formar un nuevo gobierno, que asumió oficialmente el cargo al día siguiente. Las conversaciones se vieron empañadas por la polémica dentro de la coalición de centroderecha, en particular entre Silvio Berlusconi y Meloni, a quien Berlusconi describió como "condescendiente, autoritaria, arrogante" y "ofensiva" en una serie de notas escritas en el Senado. Además, las opiniones de Berlusconi sobre la invasión rusa de Ucrania y Vladímir Putin, con quien dijo que estaba reavivando su amistad y afirmó haber recibido vodka como regalo e intercambiado cartas, durante una sesión de grupo con su propio partido se filtraron a través de un audio. Meloni declaró que «Italia, con la cabeza alta, forma parte de Europa y de la alianza atlántica», antes de añadir: «Quien no esté de acuerdo con esta piedra angular no puede formar parte del gobierno, a riesgo de no tener gobierno».